# Lycanthrope
Pour les articles homonymes, voir Lycanthropie et Loup-garou (homonymie).
Cette page contient des caractères spéciaux ou non latins. S’ils s’affichent mal (▯, ?, etc.), consultez la page d’aide Unicode.
Loup-garou
Un lycanthrope /li.kɑ̃.tʁɔp/, plus connu en français sous le nom de loup-garou /lu.ɡa.ʁu/, est, dans les mythologies, les légendes et les folklores principalement issus de la civilisation européenne, un humain qui a la capacité de se transformer, partiellement ou complètement, en loup, ou en créature anthropomorphe proche du loup.
Cette transformation peut être due à plusieurs causes, comme une malédiction ou un rituel volontaire, et plus récemment la morsure ou griffure d'un loup ou d'un autre lycanthrope. Elle se déclenche généralement durant la nuit et à chaque pleine lune, condamnant le lycanthrope à errer sous forme de loup jusqu'au matin. Les histoires de lycanthropes sont mentionnées depuis la mythologie grecque, elles se sont étendues à de nombreux pays européens, et plus récemment au monde entier. Les lycanthropes sont majoritairement décrits comme des êtres maléfiques possédant les capacités du loup et de l'homme à la fois, une force colossale, et d'une grande férocité puisqu'ils sont capables de tuer de nombreuses personnes en une nuit. Ils se rappellent rarement leurs méfaits nocturnes après avoir repris forme humaine.
Hormis par l'utilisation de costumes, la transformation physique d'êtres humains en loups est impossible. Cependant, bon nombre de personnes, y compris érudites, y ont cru pendant des siècles, et cette croyance perdure parfois encore. La lycanthropie est aujourd'hui scientifiquement reconnue comme symptôme d'une maladie mentale dans laquelle la personne se croit changée en loup, on parle alors de lycanthropie clinique.
Le thème de la lycanthropie est devenu un sujet de fiction moderne fréquent, abondamment repris dans les arts, les littératures fantasy et fantastique ainsi que l'audiovisuel, il est au centre d'un très grand nombre de films d'horreur et de sagas, bien que ces lycanthropes modernes puissent avoir des caractéristiques différentes des légendes classiques.

## Étymologie et terminologie
- Lycanthrope, d'abord licautrope[réf. nécessaire], est un emprunt savant à partir de la renaissance à la langue grecque λυκάνθρωπος / lykánthrôpos (de λύκος / lúkos, « loup », et ἄνθρωπος / ánthrôpos, « homme »)[2], il désigne donc un être humain qui est ou se croit transformé en loup. La thérianthropie ou la zooanthropie désignent la transformation d'un être humain en animal ou la transformation inverse, qu'elle soit partielle ou complète. Elle s'applique donc au lycanthrope et au loup-garou, mot utilisé de manière générique en Europe occidentale pour désigner tous les lycanthropes. Le terme « lycanthropie » a longtemps désigné la transformation physique ou mentale d'un homme en tout type d'animal[3], mais le terme thérianthropie tend aujourd'hui à s'y substituer.
- Loup-garou est un terme attesté en ancien français sous les formes leus warous (« homme-loup »)[4] au XIIe siècle dans la chanson de geste Mainet (auteur anonyme), de leus (« loup ») et de warous (formes normanno-picardes) et sous les formes altérées garwaf, garvalf, garval au XIIe siècle également, dans les lais de Marie de France, lui-même issu du francique *wariwulf ou *werwolf (« homme-loup »)[5][source insuffisante], mot reconstitué d'après le moyen bas allemand warwulf de même sens. Le dialecte normand utilise d'ailleurs le terme de varou, d'un ancien normand probable *warouf (cf. le Mont Varouf à Guernesey).

Le mot garou est un proche parent de l'anglais werewolf lui-même issu du vieil anglais wer (ou were) dérivant de l'indo-européen *wiro (« homme » qui a donné vir en latin) et de wulf (« loup » en vieil anglais)[source insuffisante]. En somme, comme le fait remarquer Henriette Walter, le mot français loup-garou est un pléonasme puisque garou, du francique *wariwulf ou *werwolf, veut déjà dire « homme-loup ».
Le terme français loup (anciennement leu en picard et en normand du nord est) est issu du latin lupus. Selon Collin de Plancy, qui travaille selon une étymologie populaire, le nom de loup-garou signifie « loup dont il faut se garder », car gar- est réinterprété comme le déverbal de garer. En Bourgogne par exemple, où /w/ n'a pas évolué en /gw/ comme en français central, mais a muté en /v/, en normand également où l'on parle du varou tout simplement. Rougarou est une évolution indépendante du terme français loup-garou en Louisiane, région d'Amérique où immigrèrent des colons francophones. Aux Caraïbes, autre région de peuplement francophone, on emploie le nom de Loogaroo ».
- Wer(e)wolf est le terme anglais équivalent du français loup-garou. Wolf est issu du vieil anglais (anglo-saxon) wulf, qui procède du germanique commun *wulfaz[11]. Wolf voulant simplement dire loup[12]. Les termes allemand Werwolf et néerlandais weerwolf sont issus du même étymon germanique. Les termes scandinaves : islandais varúlfur, norvégien / danois varulv, ancien suédois varulf passent pour des emprunts au moyen bas allemand warwulf, un mot norrois *varúlfr.
- Versipelle ou versipellis est un terme latin équivalent, utilisé par Pline l'Ancien. Il signifie « qui retourne sa peau »[13].
- Volkodlak est un terme slovène issu de volk (« loup ») et dlak (« poil ») qui désigne le loup-garou d'après Ernest Jones[12] (« Voukodlak » -вукодлак- en serbo-croate ; vlkodlak en tchèque et slovaque). En russe, loup-garou signifie littéralement « voleur »[n 1],[14].
- Vîrcolac[réf. nécessaire] est le terme roumain, emprunté au bulgare vŭrkolak[réf. nécessaire] (върколак). Il désigne, en roumain, aussi bien un vampire, un revenant, un fantôme, qu'un loup-garou, et, en tout cas, un être fabuleux susceptible de cacher, en les dévorant, le soleil et la lune. En grec, le mot est βρυκόλακας / vrykólakas. Ces termes étant également utilisés pour désigner le vampire, cela indique un rapport étroit entre ces deux créatures.

Boris Vian joue avec le mythe et les mots en définissant, dans son recueil Le Loup-garou, l'anthropolycie (ἄνθρωπος / ánthrōpos « homme, être humain » et λύκος / lúkos, « loup ») comme le fait, pour un loup, de se transformer en homme une fois mordu par l'un d'eux.

## Origine

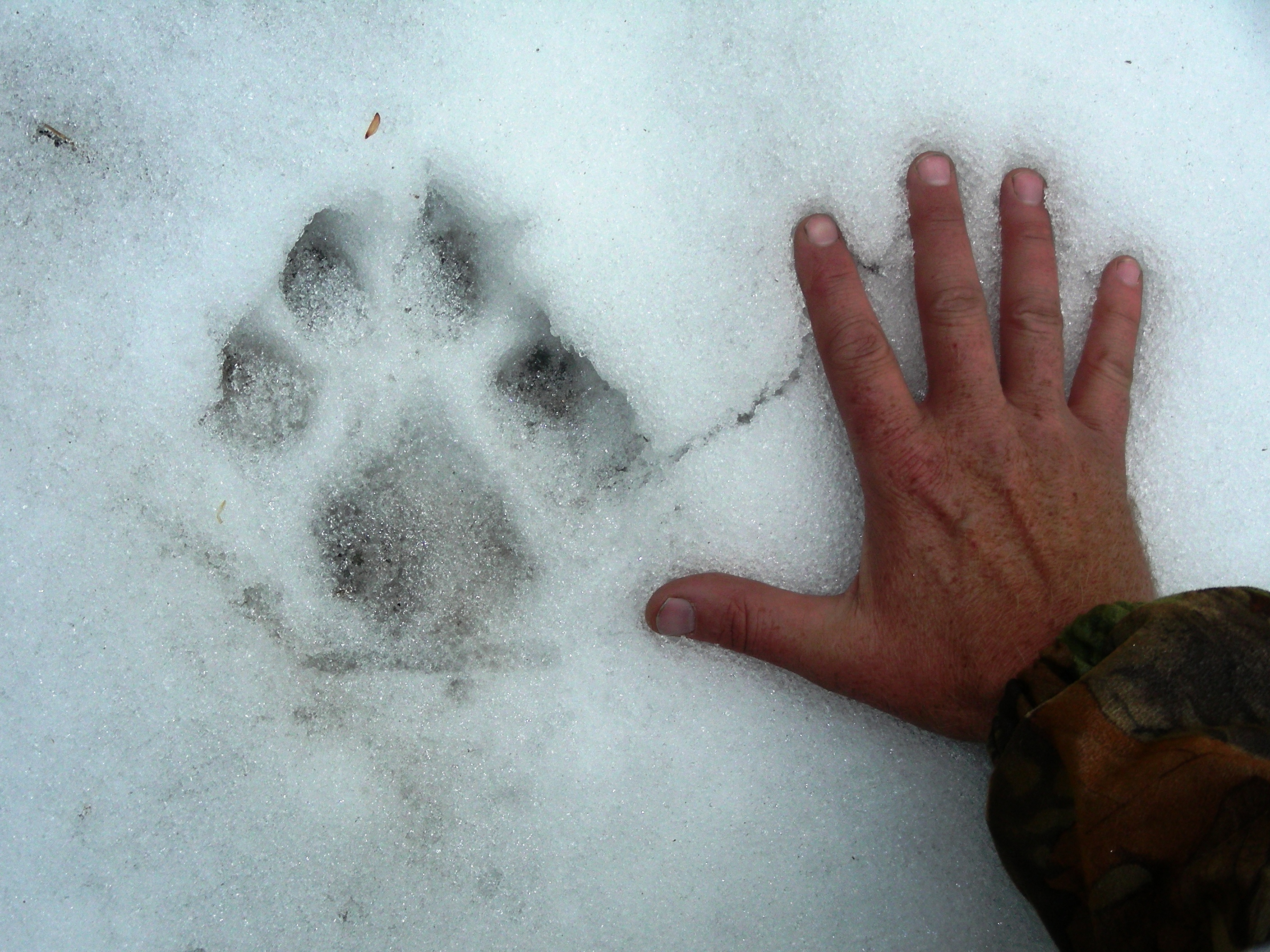
Taille comparée entre une empreinte de loup et une main humaine dans la neige.

Le débat sur l'origine des lycanthropes dure depuis des centaines d'années et voit s'affronter des théories très diverses qui impliquent à la fois des théologiens, des anthropologues, des enquêteurs, des médecins, des occultistes et des spécialistes du loup. Bien que les attaques de loups, les berserkers, les symptômes de maladies, de troubles psychiatriques et d'abus de drogues expliquent largement les légendes de lycanthropes, il reste une part de mystère dans leur universalité, et dans le fait que la croyance dans la métamorphose physique et la possession demeure largement répandue.
L'anthropologue Robert Eisler (en) attire l'attention sur le fait que de nombreux noms tribaux indo-européens ainsi que quelques noms de famille modernes signifient « loup » ou « homme-loup ». L'argument est que la transition européenne de la cueillette de fruits à la chasse fut un processus conscient, accompagné d'un bouleversement émotionnel qui reste gravé dans le subconscient de l'humanité. On retrouverait les traces de ce bouleversement à travers la croyance aux lycanthropes.
L'homme a toujours été fasciné par le loup, animal de meute et principal prédateur des régions d'Europe. Le loup incarne symboliquement la face sombre de l'espèce humaine, la cruauté de l'homme livré à lui-même, et de l'homme libre des contraintes que la civilisation tente de lui imposer. Plus tard, les théoriciens de l'école pessimiste anglo-saxonne magnifient cette énergie carnassière de l'« humaine nature ».

### Loups mangeurs d'humains

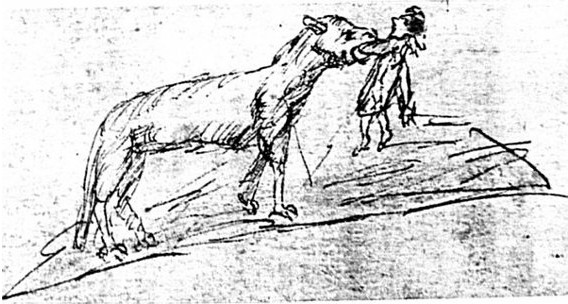
Loup dévorant un enfant dans le Velay.
Dessin de Jean Burel, bourgeois du Puy, dans son Journal (1589).

Les loups anthropophages sont attestés depuis l'Antiquité. Ainsi, jusqu'au XXe siècle, les attaques de loups sur l'humain étaient occasionnelles, mais généralisées et caractéristiques de la vie en Europe. Contrairement au loup-garou qui est généralement décrit comme un tueur solitaire, le loup est un animal de meute qui s'attaque en priorité aux proies les plus faibles ou les plus faciles. Les registres paroissiaux donnent de longues listes où des loups s'attaqueraient plus particulièrement aux femmes et aux enfants. En France, près de 1 600 actes de décès concernant la période qui va de 1580 à 1840 ont été rassemblés, pour lesquels le rédacteur incrimine le loup ou une bête carnivore. Le cas des loups enragés est particulier car ils s'attaqueraient alors plus volontiers à l'humain, en portant leurs attaques à la tête de leurs victimes, contrairement aux loups sains qui procèdent par égorgement ou par étranglement. Les loups ne mangent jamais la tête ni la peau des animaux qu'ils prennent.

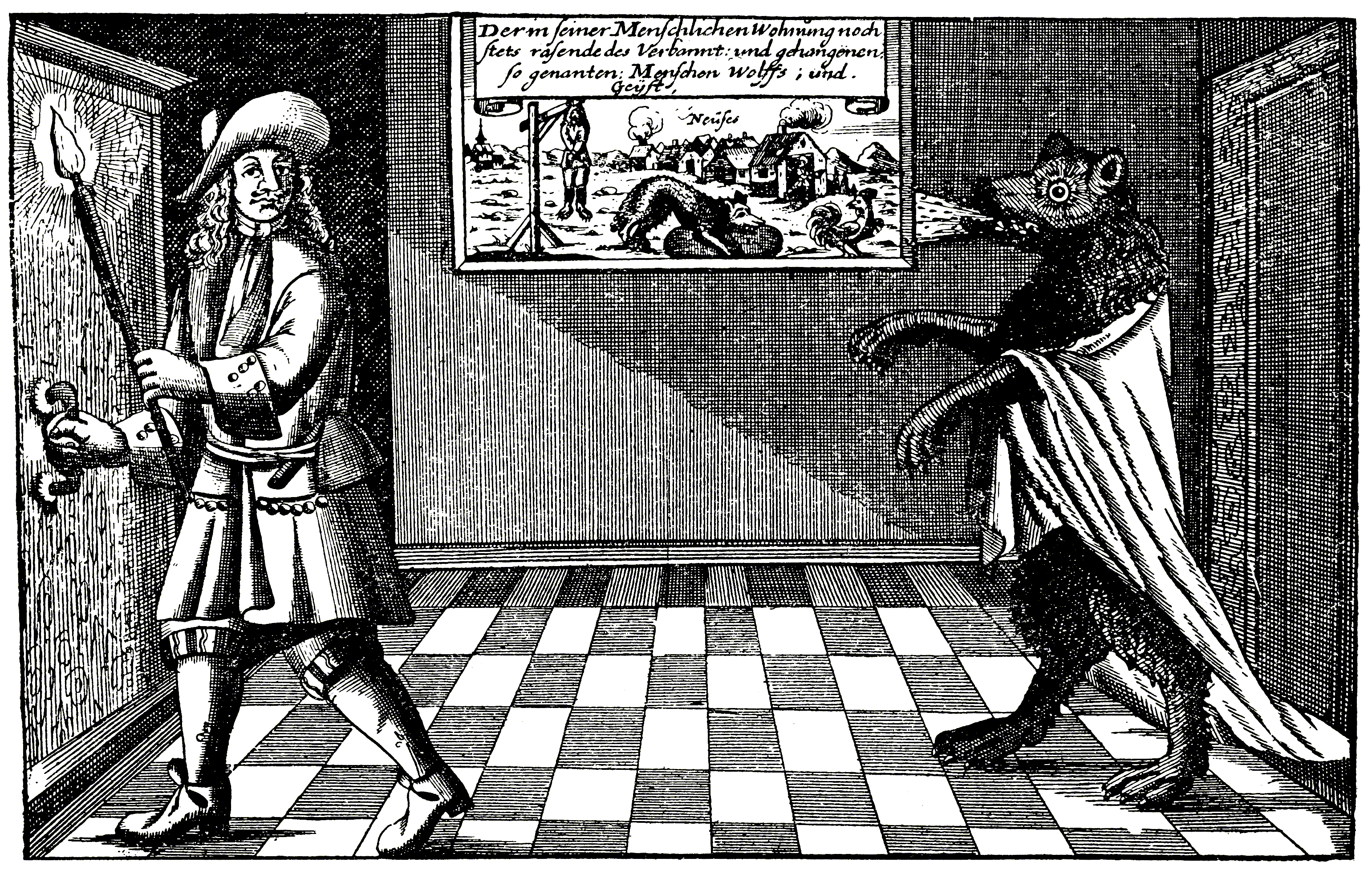
Le loup d'Ansbach. Considéré comme la réincarnation de Michael Leicht, bourgmestre exécré de la principauté d'Ansbach, un loup anthropophage fut tué puis pendu en 1685. Pour l'occasion, sa dépouille fut revêtue d'un masque, d'une perruque et d'un costume à la semblance du dignitaire bavarois défunt,.

Sur les 1 600 décès attribués aux loups entre 1580 et 1840, 1 165 seraient imputables à des loups indemnes et environ 400 seraient attribués à des loups enragés.
Cependant, ces informations sont à nuancer du fait de la confusion possible entre une attaque de loup et de chien sauvage ainsi qu'au climat de peur du loup à l'époque. Il était inévitable que le loup, prédateur le plus redouté d'Europe, devienne une créature du mal dans les folklores. Cette théorie est corroborée par le fait que dans les zones géographiques où les loups sont absents, d'autres prédateurs se retrouvent au centre de légendes thérianthropes, comme la hyène en Afrique, le tigre en Inde, le puma (runa uturunco),, et le jaguar (yaguaraté-abá ou tigre-capiango), en Amérique du Sud.

L'historien Jean-Marc Moriceau observe que le qualificatif de « garou » s'emploie sous l'Ancien Régime pour « caractériser le type particulier de loup qui s'attaque à l'homme. » L'acception commune du terme ne désigne donc pas un homme-loup, à l'exception de cas judiciaires comme celui de Gilles Garnier. L'historien Julien Alleau précise que : 
« le loup dévoreur est perçu tout d'abord comme un loup, puis son identité change (…) il devient un loup que l'on qualifie de « ravissant », de « cruel ». C’est un loup dont on doit « se garer » (tel est le sens du nom de loup-garou) et, par conséquent, un loup étranger car étrange par son comportement. Dès lors, ce ne sont plus les loups que l’on craint — ils n'attaquent pas habituellement — mais le loup déviant. Il peut même être associé aux forces malfaisantes, mais cela n'apparaît le plus souvent que lorsque des attaques nombreuses ont eu lieu et dans un contexte de crise et de désorganisation sociale (conflits socio-économiques, catastrophes démographiques et sociales). »

### Expériences mystiques

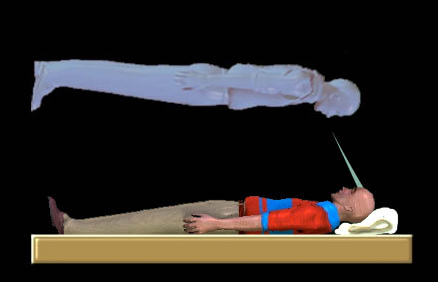
Représentation d'un voyage astral. Le phénomène de répercussion fait que les blessures infligées au corps astral sous sa forme de loup se retrouvent sur le corps humain.

Certaines théories ésotériques se sont développées en s'inspirant des croyances nordiques anciennes à propos de la Fylgja et de hamr, l'âme animale. Selon Claude Lecouteux, la croyance aux lycanthropes est liée à celle des voyages de l'âme dont elle ne représente qu'un cas particulier. Dans la mythologie nordique, hamr, « la peau », est une des formes que peut prendre l'âme, celle-ci pouvant en avoir plusieurs. Elle est précisément la forme interne qui épouse intimement l'enveloppe corporelle. La manifestation de l'hamr s'accompagne d'un accroissement de force, peut prendre l'aspect d'un animal et se jouer des distances et des obstacles. Le changement de forme, « tandis que l'individu tombe en léthargie », est « un point qui rappelle exactement la transe pendant laquelle l'esprit du chaman visite l'autre monde et entre en communication avec les esprits qu'il interroge ».
Selon Régis Boyer, le Hugr de la tradition scandinave est un principe actif universel qui peut parfois être capté par des gens malveillants pour produire des effets nuisibles. C'est ainsi que dans la Saga de Thórdr hredha, un homme voit en rêve dix-huit loups qui sont en fait le « hugr de loup » de ses ennemis, c'est-à-dire le « mauvais hugr ».
On trouve mention dans les très anciens rites païens issus de sociétés traditionnelles, notamment amérindiennes et chez les anciens Celtes, d'hommes-loups revêtus de peaux et coiffés de la tête de cet animal. Il ne s'agit pas, dans ce cas, de lycanthropes comparables à ceux de la tradition européenne, mais d'un chamane à la fois sorcier et guérisseur, capable de communiquer avec les esprits et, entre autres, celui du loup.
Au XIXe siècle, Éliphas Lévi rejette la « manie furieuse » et les théories de la médecine pour expliquer la lycanthropie par l'existence d'un corps sidéral, ou corps-fantôme qui agit en tant que médiateur entre l'âme et un organisme matériel. « Ainsi, chez un homme dont l'instinct est sauvage et sanguinaire, son fantôme errera vers l'extérieur sous la forme d'un loup, alors qu'il dort paisiblement chez lui, rêvant qu'il est un vrai loup. » La lycanthropie s'expliquait par une expérience extrasensorielle, le corps humain était sujet à des influences magnétiques et nerveuses et recevait les blessures reçues sur la projection de lui-même. Plusieurs théosophes étudièrent les phénomènes parapsychiques et proposèrent des théories similaires, selon Charles Webster Leadbeater, le doublement des blessures était le résultat d'une projection astrale dirigée par la personne blessée, et le transfert de blessure vers le corps matériel s'appelait répercussion. Les entités astrales seraient capables de matérialiser le corps astral d'une personne violente et brutale pour le contrôler, le transformer en loup ou en autre animal et le propulser dans une course frénétique.
Au XXe siècle, l'exorciste et voyante britannique Rose Gladden pensait également que le voyage astral pouvait expliquer l'activité des loups-garous. « Supposons que je sois une personne cruelle, tirant plaisir de choses horribles dans la vie. Si je projetais mon corps astral à l'extérieur de mon corps matériel, tout le mal environnant pourrait entrer en moi. Et il se saisirait de ma projection astrale ou de mon double. Je serais alors transformée en loup ou en un autre animal féroce. Les forces du mal se matérialisent mieux dans le genre humain — en la personne d'un homme mauvais — que dans un vide nébuleux. Les lycanthropes sont les manifestations les plus néfastes de toute l'humanité » [réf. nécessaire].

### Tueurs en série
De nombreux auteurs ont associé l'origine des légendes du vampire et du lycanthrope aux meurtres en série pour lesquels il faut trouver une explication à des époques peu rationnelles. Cette théorie est accréditée par le fait que les tueurs en série modernes s'adonnent parfois au cannibalisme, aux mutilations et aux attaques cycliques.
Un tueur en série comme Gilles Garnier est l'un des rares cas de lycanthropie répertoriés comme tel dans les annales de la justice française.

### Maladies
Plusieurs symptômes maladifs peuvent laisser croire qu'une personne est atteinte de lycanthropie dans le sens où elle se transforme en loup et se nourrit d'êtres humains. Dans le domaine de la psychiatrie, penser que son corps se transforme en celui d'un animal (un loup ou autre) est un symptôme de maladie psychiatrique. Des personnes souffrant du syndrome de Down ont parfois été citées comme pouvant être à l'origine du mythe des lycanthropes.

#### Lycanthropie clinique

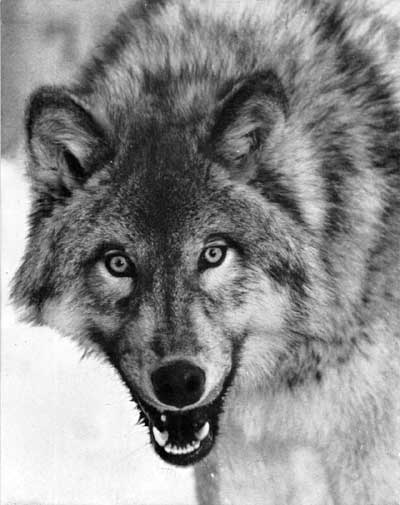
Un loup

La lycanthropie est passée peu à peu du statut d'une croyance en une transformation physique à celui de maladie psychiatrique reconnue, de nombreuses explications étant avancées au fil des siècles. Les Latins nommaient la lycanthropie « mélancolie, rage lupine, insania lupina ou folie louvière ». Les lycanthropies cliniques sont probablement à l'origine de nombreux aveux lors des procès de loups-garous.
Au XVIe siècle, Jean Wier, médecin des Pays-Bas, explique la lycanthropie comme un phénomène imaginaire et maladif. Il décrit ainsi les malades qui en sont atteints : ils sont pâles, ont les yeux enfoncés et la langue fort sèche. Certains chercheurs affirmèrent aussi que la lycanthropie clinique était due à un excès de mélancolie ou un déséquilibre des humeurs, c'est-à-dire des fluides qui circulaient dans le corps[réf. nécessaire]. Selon les médecins, cette mélancolie pouvait provoquer des hallucinations et des fantasmes jusqu'à conduire à la folie. On recommandait de soigner les lycanthropes avec des bains, des purgations, des saignées et un régime, ou encore de leur enduire les narines d'opium. En 1621, Robert Burton associa la lycanthropie à une forme de démence due à l'influence de magiciens et de sorcières, un déséquilibre du régime alimentaire, une atmosphère délétère et un manque de sommeil ou d'exercice,.
Deux siècles plus tard, Collin de Plancy, dans son Dictionnaire infernal, publié en 1818, définit la lycanthropie comme une « maladie qui, dans les siècles où l'on ne voyait partout que démons, sorcelleries et maléfices, troublait l'imagination des cerveaux faibles, au point qu'ils se croyaient métamorphosés en loups-garous, et se conduisaient en conséquence. Les mélancoliques étaient plus que les autres disposés à devenir lycanthropes, c'est-à-dire hommes loups. ».
Une affaire récente implique un homme de trente-sept ans qui hurlait à la lune, dormait dans des cimetières et s'allongeait au milieu d'autoroutes fréquentées. Il s'était laissé pousser les cheveux et la barbe mais ne consommait ni drogues ni alcool. Il avait l'âge mental d'un enfant de huit à dix ans. Une biopsie de son cerveau révéla un tissu cérébral détérioré, il fut finalement soigné mais resta mentalement déficient[réf. nécessaire].
Vers 1977, une femme de quarante-neuf ans se prenait pour une louve et en adoptait le comportement. Elle faisait des rêves érotiques où elle se livrait à des orgies avec d'autres femmes, accompagnée d'un loup dont elle sentait « le fascinant regard rivé sur elle et le souffle tiède sur sa nuque la nuit ». Elle ne put résister longtemps à ses pulsions et lors d'une réunion de famille, elle se déshabilla complètement et se mit à quatre pattes devant sa propre mère, dans la position d'une louve en chaleur. Le lendemain soir, elle grogna pendant deux heures et lacéra son lit conjugal avec ses ongles et ses dents après avoir eu des relations sexuelles avec son mari. Selon elle, « le Diable avait pris possession de son corps et l'avait transformée en animal ». Elle suivit une longue psychothérapie et connut plusieurs rechutes où elle était en proie à une forte excitation sexuelle et une envie de tuer, notamment pendant les pleines lunes. Les médecins qui la soignèrent notèrent une schizophrénie, un syndrome cérébral organique accompagné de psychose, une réaction dépressive psychotique, une névrose hystérique de type dissociatif, une psychose maniaco-dépressive et une épilepsie psychomotrice.
Plus récemment, en 2016, un étudiant originaire de Floride a assassiné un couple de cinquantenaires devant leur domicile. Il fut  trouvé peu après par la police, complètement nu et poussant des grognements bestiaux, en train de dévorer le visage d'une des victimes. Après son arrestation, un psychologue reconnu étudia son cas et déclara par la suite que le jeune homme avait connu un épisode psychotique aiguë au moment des faits, au cours duquel il se croyait "mi-homme, mi-chien", concluant qu'il avait été atteint du syndrome de Lycanthropie clinique. En 2022, il fut reconnu non coupable de son crime, pour cause d'aliénation mentale, et sera envoyé à l'hôpital d'État de Floride pour y recevoir les traitements appropriés,.

#### Rage
Un édit de l'archevêque d'York, daté de 766, dit que : « si un loup attaque quelque troupeau et qu'un animal ainsi attaqué en meurt, il est interdit aux chrétiens d'en consommer la viande[réf. nécessaire] ». On ignore si cet édit a un rapport avec le mythe du loup-garou mais les symptômes de la rage (excitation incontrôlable, salivation abondante, incapacité à boire…) présentent en effet des points communs remarquables avec la description des lycanthropes dans les légendes. Cette maladie affectant le système nerveux central fut principalement véhiculée par les loups, les chiens et les renards, et être mordu par un loup enragé pourrait effectivement, de ce point de vue, changer la victime en homme-loup. Toutefois, il n'est pas fait état de transmissions de lycanthropies par morsures dans les légendes anciennes, l'idée n'ayant été développée que très récemment.

#### Hypertrichose
L'hypertrichose est une maladie qui se manifeste par l'apparition d'une pilosité excessive sur tout le corps, que ce soit chez la femme ou chez l'homme. Bien que le nombre de cas observés soit très rare, on peut supposer que dans le passé, les personnes atteintes étaient stigmatisées et prises pour des bêtes.

#### Porphyrie
La porphyrie est une maladie génétique rare qui se caractérise par une surabondance de porphyrines dans l'organisme, précurseurs de l'hème, qui conduit à un déficit pigmentaire dans les cellules des globules rouges. Ce dérèglement s'accompagne de symptômes extérieurs qui ont sans doute laissé penser à des cas de lycanthropie ou de vampirisme : coloration des dents et des ongles en rouge, nécrose des gencives faisant ressortir les dents, croissance rapide des cheveux, forte photosensibilité qui provoque des douleurs à chaque exposition à la lumière du jour et condamne les malades à vivre dans l'obscurité, etc. L'évolution de la maladie rend l'apparence de la victime de plus en plus effrayante, la peau se décolore, la pilosité augmente, des lésions cutanées attaquent le cartilage et les os en atteignant fortement le nez, les oreilles, les paupières et les doigts. De plus, cette maladie est souvent accompagnée de troubles mentaux, hystérie, délire, et psychose maniaco-dépressive. La porphyrie se transmet génétiquement et des cas nombreux de lycanthropie peuvent avoir été mentionnés en des lieux précis, à l'époque où la médecine n'existait pas encore, les victimes devenaient des parias et des boucs émissaires, leur transformation physique étant attribuée à l'intervention des forces démoniaques,,.

### Drogues et hallucinogènes
Les effets toxiques de certaines plantes hallucinogènes et les céréales infectées par un champignon pourraient avoir convaincu de nombreuses personnes qu'elles s'étaient transformées en loups. Les médecins prescrivaient autrefois la belladone hallucinogène, ou morelle noire, contre les maux de tête et d'autres affections. Cependant, si elle est prise en trop grande quantité ou mélangée à un baume, cette drogue provoque des hallucinations. Au Moyen Âge, le seigle qui servait à faire le pain pouvait être infecté par l'ergot du seigle, un champignon alcalin qui a des effets hallucinatoires comparables à ceux du LSD et provoque l'ergotisme.
La lycanthropie clinique semble être accentuée ou même due à l'absorption de certaines drogues hallucinogènes. Des affaires impliquant la légende du loup-garou sont liées à l'absorption de végétaux aux propriétés psychotropes, ainsi, un soldat américain de vingt ans se prit pour un loup-garou après avoir absorbé du LSD et de la strychnine pendant qu'il se trouvait dans une forêt en Allemagne. Il prétendit avoir vu pousser une fourrure sur ses mains et sur son visage et ne put résister à l'envie de chasser et d'attraper des lièvres vivants pour les dévorer. Il erra ainsi plusieurs jours durant avant de revenir à sa caserne où il subit une désintoxication progressive et se fit prescrire une thérapie de neuf mois, pendant laquelle il affirmait entendre des voix désincarnées et avoir des visions sataniques. Il affirmait être possédé par le démon et avoir des pouvoirs extraordinaires. Ses hallucinations s'apparentaient à une « psychose schizophrénique ou toxique aiguë ». La thérapie restant sans effets, il fut redirigé vers une clinique de jour mais après deux visites, il interrompit le traitement et disparut.
En 1951, à Pont-Saint-Esprit, dans le Gard, 50 personnes furent hospitalisées et 7 d'entre elles moururent empoisonnées par du pain qui aurait été infecté par l'ergot de seigle. Les victimes eurent d'horribles visions et se crurent attaquées par des tigres et des serpents, elles se croyaient transformées en bêtes sauvages.

### Diabolisation du loup
Les mythes, légendes et récits du folklore impliquant des loups comme forces positives sont presque essentiellement issus de traditions dites païennes, qu'il s'agisse des deux loups Geri et Freki qui accompagnent Odin dans la mythologie nordique, de ceux de Lug dans la mythologie celte, de la louve qui allaita Romulus et Rémus ou encore des Turcs et des Mongols qui se disaient descendants de la race des loups.
Cette particularité a pu contribuer à faire du loup une créature diabolisée par les autorités chrétiennes, de plus, pour les habitants des campagnes dans une Europe en pleine expansion démographique et en phase de défrichement massif, le loup passait pour un envoyé du Diable, on comprend facilement pourquoi les autorités religieuses de l'époque se mirent à le diaboliser et à prôner son extermination.

### Souvenir des Berserkirs

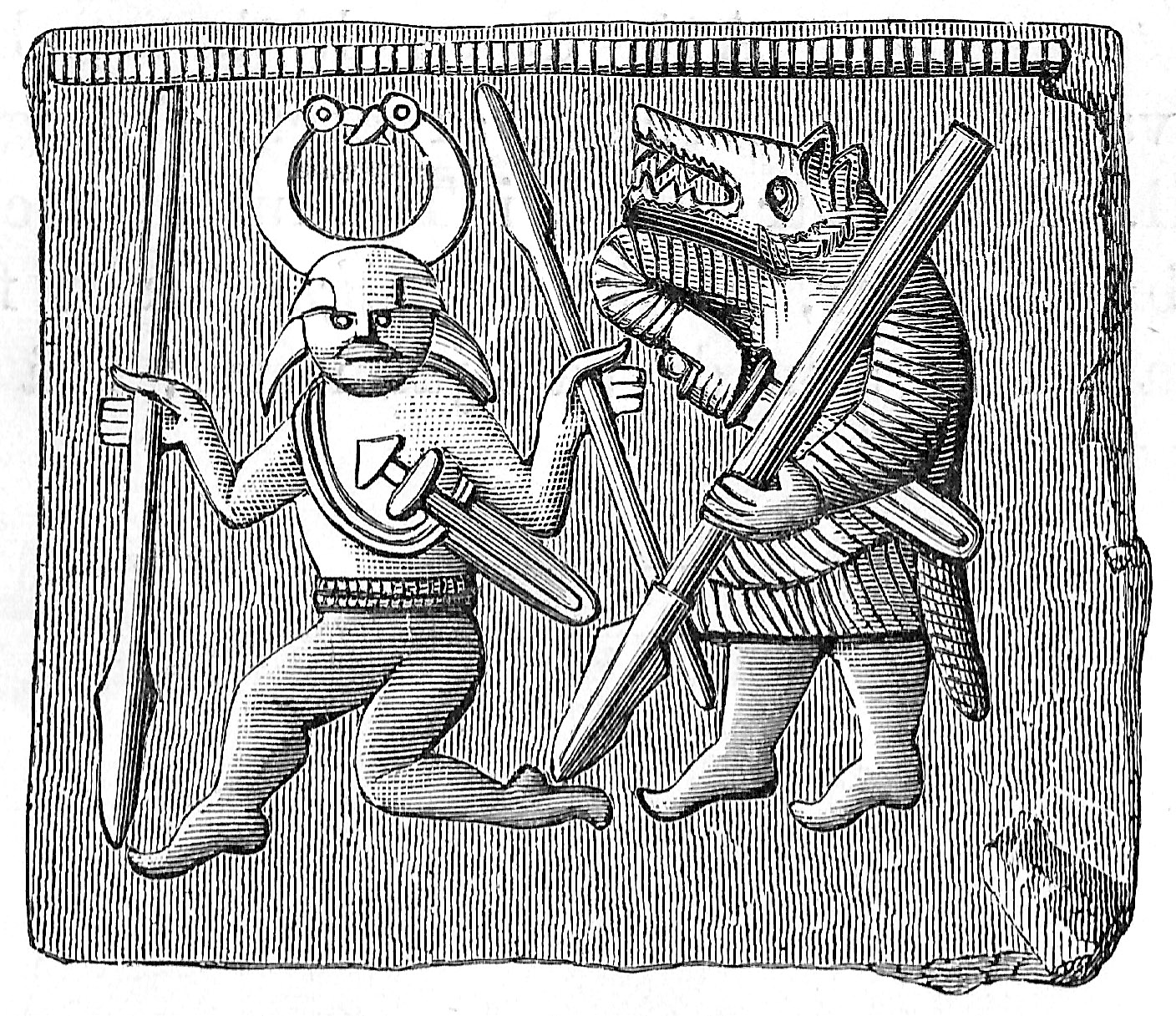
Guerrier berserker (à droite) sur l'une des matrices de Torslunda.

Les guerriers berserkir ont une réalité historique puisqu'ils sont mentionnés non seulement dans les sagas mythologiques, mais aussi dans des documents historiques. Dans les sagas, ils étaient censés prendre pour compagnes des femmes-louves nommées vargynfur et porter des chemises en peau de loup (d'où le nom úlfhedhnar — qui porte une pelisse de loup). Ils partaient à l'assaut en poussant des cris de bêtes et des hurlements de loups, leurs adversaires se croyaient ainsi en face de guerriers mi-hommes mi-bêtes. D'après l'Edda de Snorri, les Berserker allaient au combat sans cotte de mailles, enragés comme des chiens ou des loups, en mordant leur bouclier, forts comme des ours ou des taureaux. Ils tuaient et ni le feu ni le fer n'avaient de prise sur eux. Ils entraient dans cette fureur guerrière appelée Bärenhaftigkeit lors des combats, il s'agissait d'une frénésie sacrée et ces guerriers étaient des combattants d'élite. Leur extase pouvait être due à la consommation de psychotropes ou à des rituels chamaniques, elle décuplait leur force et les rendait insensibles à la douleur. Les guerriers berserkir pourraient avoir marqué les populations de l'époque et contribué à répandre la légende des lycanthropes.

## Caractéristiques

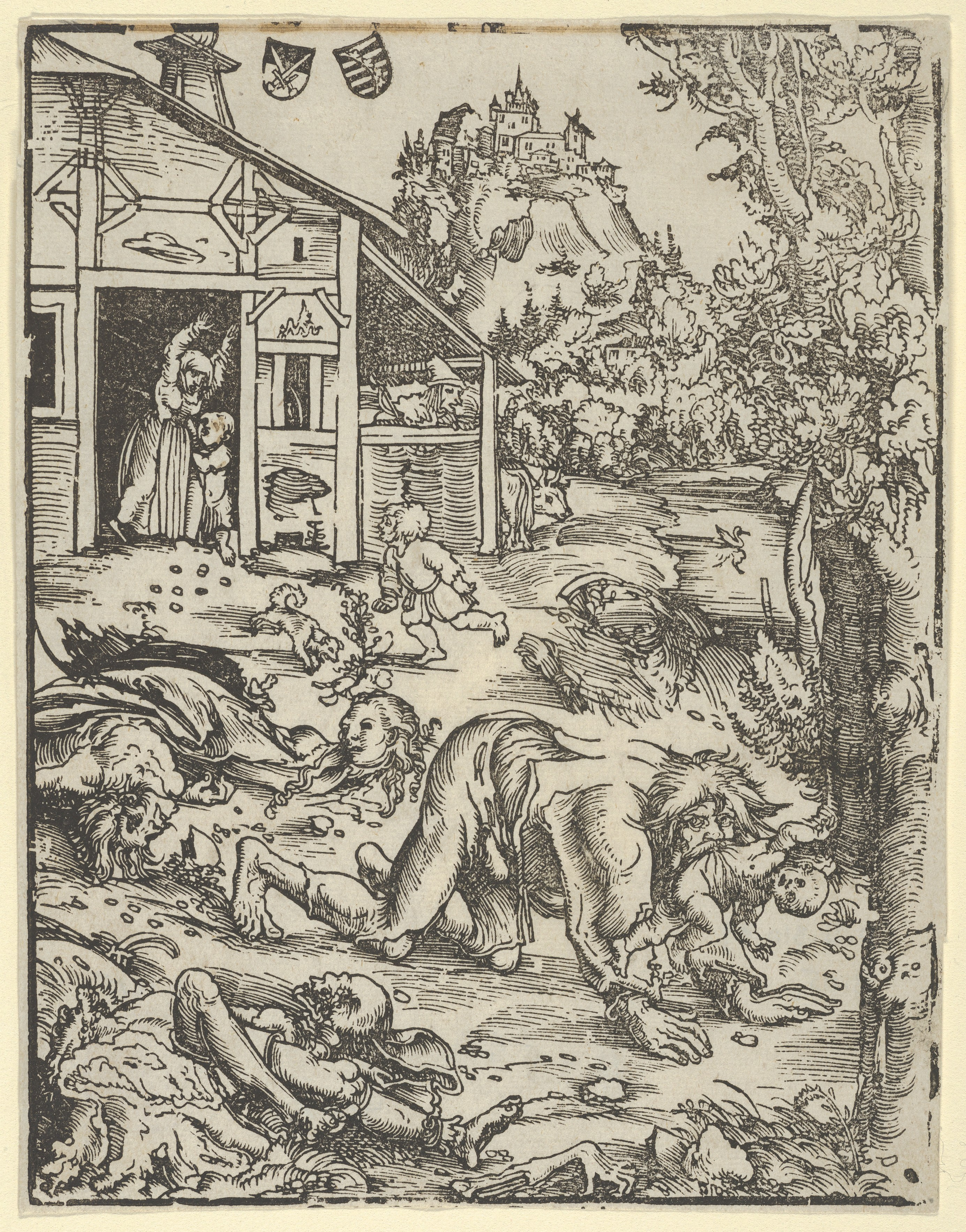
Le loup-garou, par Lucas Cranach l'Ancien, vers 1512, gravure sur bois, 162 × 126 mm, Gotha, Herzogliches Museum.

Le nom de « lycanthropie » désigne la métamorphose partielle ou complète d'un homme en loup, la métamorphose physique est longtemps considérée comme une réalité avant que la lycanthropie ne soit assimilée à une maladie psychiatrique. Les croyances sur la lycanthropie sont loin d'être uniformes et le terme est appliqué dans des cas assez différents les uns des autres. La transformation peut être temporaire ou permanente, l'animal peut être l'homme lui-même sous l'emprise de la métamorphose, mais aussi un double dont l'activité n'affecte pas la vie de l'homme. Il peut être son âme qui s'échappe pour chercher à dévorer des victimes en laissant le corps en état de transe durant un voyage nocturne, il peut être le messager de l'être humain, un animal ou un familier bien réel dont le lien intime avec le propriétaire est prouvé par le fait que toute blessure lui étant infligée se retrouve également sur le corps de l'homme, phénomène connu sous le nom de répercussion.
Selon la croyance la plus répandue, l'humain affecté par la lycanthropie se transforme en loup énorme à chaque pleine lune[réf. nécessaire], se met à marcher à quatre pattes ou à deux pattes s'il possède une forme humanoïde, et hurle comme un vrai loup. Il acquiert toutes les caractéristiques attribuées à cet animal : sa force, son agilité, sa ruse et une grande férocité. Il chasse et attaque sans merci ses victimes car il ne contrôle plus ses faits et gestes, et peut faire de très grands ravages en une seule nuit. Les lycanthropes aiment la chair fraîche, étranglent le bétail des fermes environnantes, les chiens et les hommes avec une nette préférence pour les jeunes enfants, et ils dévorent ensuite leurs victimes. Ils tuent la première personne croisée durant leur errance nocturne pour la dévorer. Leur pouvoir se trouve renforcé durant la nouvelle lune, en hiver et en particulier au moment des solstices, pendant l'avent et entre Noël et la Chandeleur. Leur orgie de violence dure les trois nuits de la pleine lune selon la croyance moderne, mais dans les textes anciens, les descriptions mentionnent parfois douze jours après Noël.
L'apparence du lycanthrope sous sa forme animale varie selon le folklore du pays, les croyances et les époques, même s'il est généralement décrit comme difficile à différencier d'un loup ordinaire, avec une grande gueule, des yeux étincelants et des dents crochues,. Il peut être un loup immense, un humain ne possédant que la tête d'un loup (cynocéphale) ou avoir le corps recouvert de poils, une queue, des griffes et des pattes de loup, mais rester sur deux pattes comme l'être humain. Le fait que les lycanthropes n'aient pas de queue est parfois attesté, et ils garderaient des yeux et une voix humaine. Un point commun universel du lycanthrope dans l'Europe médiévale est son habitude de dévorer les cadavres fraîchement enterrés. Cette particularité est largement documentée, notamment dans les Annales médico-psychologiques du XIXe siècle. 	
Le chiffre sept, souvent considéré comme un chiffre saint et sacré,, est fréquemment[évasif] associé aux lycanthropes[réf. nécessaire]. Certains sont condamnés à vivre sept ans sous forme de loup pour expier leurs crimes ou pour que le sortilège lancé sur eux cesse de faire effet, briser le carême sept ans de suite provoque une transformation en loup-garou,. Durant la nuit, d'autres parcourent sept paroisses et font le tour d'un clocher sept fois avant de trouver une place en enfer.
Il arrive aussi que les lycanthropes s'unissent avec des louves, de leurs propres aveux, le plaisir qu'ils prennent avec ces animaux est aussi intense, sinon plus, que celui qu'ils prennent avec les femmes. Après avoir repris sa forme humaine, le lycanthrope est affaibli et soumis à des dépressions nerveuses. Il se roule sur le sol, demeurant longtemps raidi comme un cadavre et privé de sensations[réf. nécessaire]. De nombreux rapports sur les lycanthropes décrivent une grave mélancolie et maniaco-dépression lorsqu'ils ont pris conscience de leurs crimes.

### Acquisition de la lycanthropie
La lycanthropie peut être acquise de différentes façons. On peut distinguer deux formes de lycanthropie, l'une volontaire où un individu choisit consciemment de pactiser avec le mal, et une involontaire, le plus souvent subie par un individu contre son gré. La lycanthropie peut, selon les mythes et folklore, s'acquérir par la naissance, l'hérédité, une exposition à la pleine lune, une malédiction, un rituel satanique, l'absorption de chair humaine, ou encore en revêtant une peau de loup. Le cas de transmission par une morsure d'un loup ou d'un autre loup-garou est une invention récente.
Dans certains endroits de Bretagne, à Guiscriff par exemple, une autre croyance existait :
« Le loup-garou, c'est quelqu'un qui ne va pas à l'église pendant sept ans et qui, pendant ce temps, n'a récité aucune prière. C'est pourquoi les vieux disaient à ceux qui n'allaient pas à l'église : "toi, tu iras faire loup-garou !". Le loup-garou changeait de peau dans le creux d'un arbre. Il ne dormait jamais et passait toute la nuit à se battre contre les chiens. Pour le délivrer, il fallait faire chauffer le four du village, s'emparer de la peau ; quand on la brûlait son propriétaire arrivait et voulait se jeter dans le four. Alors il fallait prendre une fourche et le piquer car, si on le saignait, il était libéré ».

#### Rôle de la Lune

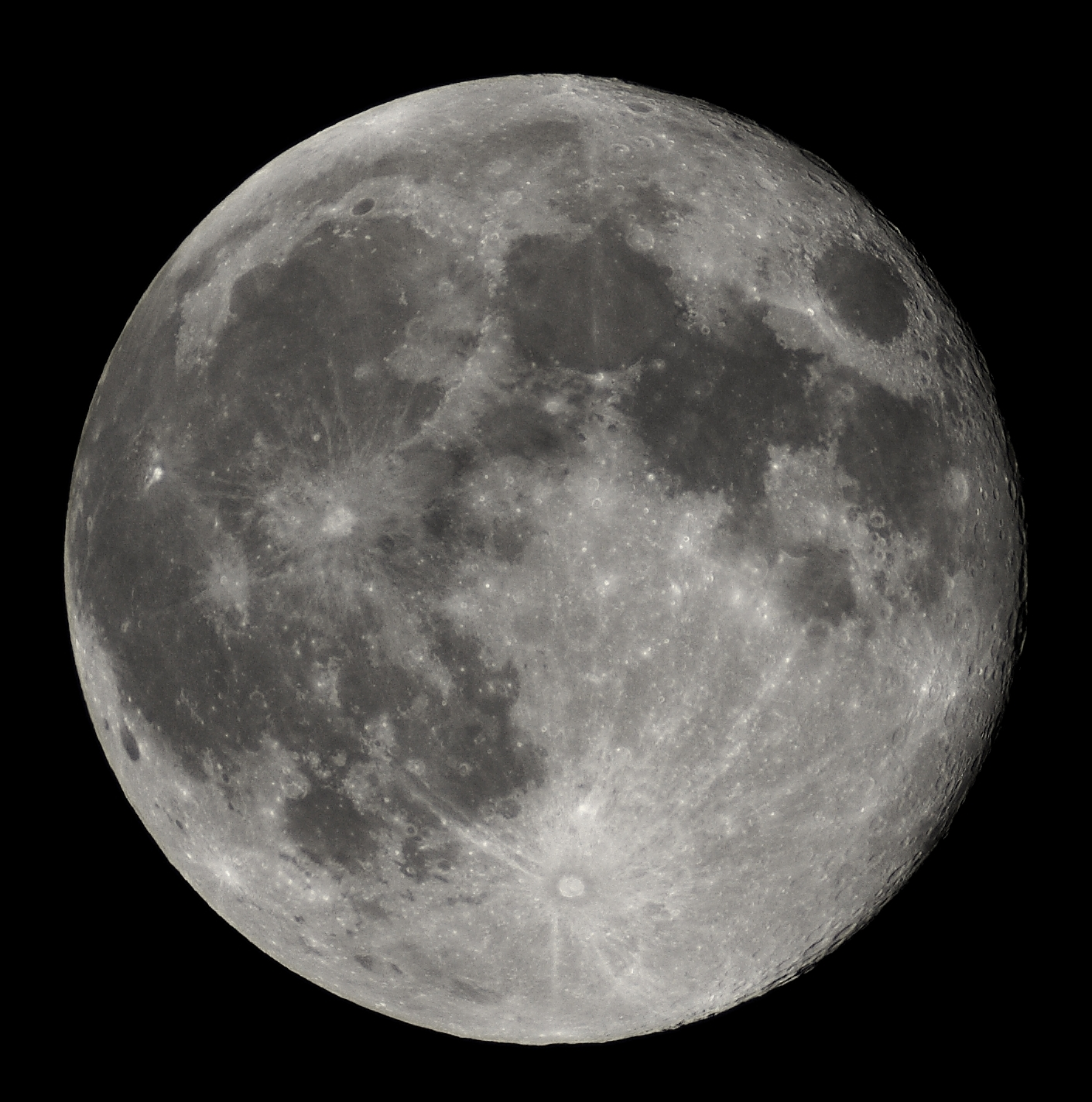
Selon la plupart des croyances modernes, la pleine lune est la première cause des lycanthropies.

Les nuits de pleine lune sont invoquées comme la principale cause de transformations involontaires en loup selon les croyances modernes, mais elles ne sont que peu mentionnées dans les récits anciens. Gervais de Tilbury est l'un des premiers à noter, entre 1210 et 1214 qu'en Angleterre, il est fréquent de voir des hommes se changer en loups lorsque la Lune entame un nouveau cycle puis, en 1848, il est dit que lorsque la Lune est rousse, on assiste à des épidémies de lycanthropie. En France, en Italie et en Allemagne, l'homme peut se transformer en loup s'il dort seul dehors par une nuit d'été certains mercredis ou vendredis et si la pleine lune brille directement sur son visage. Dans certaines cultures[Lesquelles ?], les personnes nées pendant la pleine lune sont aussi considérées comme susceptibles de devenir des lycanthropes.
La Lune n'est pas le seul facteur entrant en ligne de compte. L'homme atteint de lycanthropie doit parfois ôter ses vêtements avant de prendre la forme du loup-garou,. Il dissimule alors ses vêtements car, s'il ne les retrouvait pas, il serait condamné à errer indéfiniment sous la forme d'un loup.

#### Malédictions

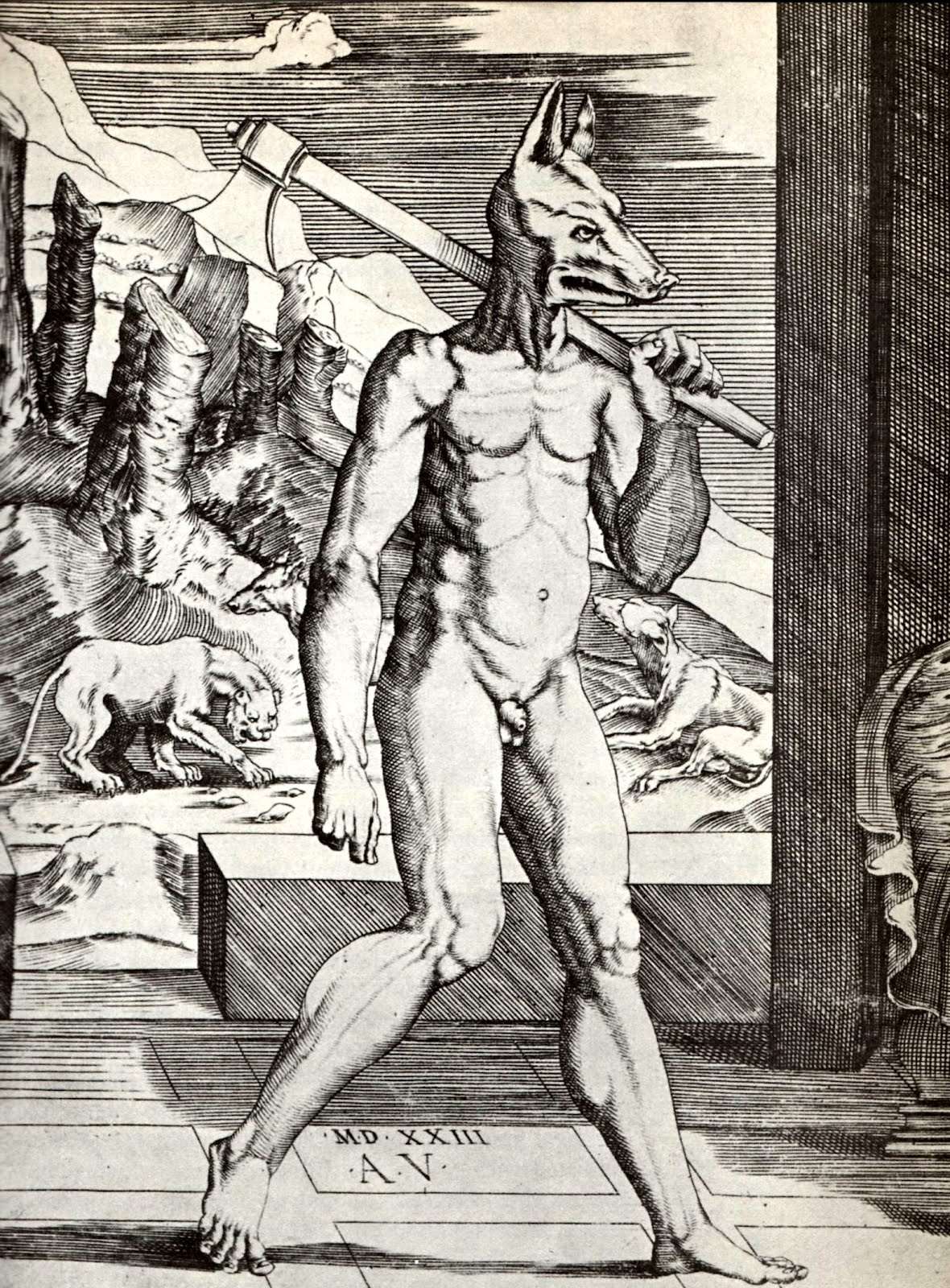
Le Roi Lycaon changé en loup par Zeus, gravure du XVIe siècle.

Le pouvoir de transformer les autres en loups et en bêtes sauvages par une malédiction est attribué aux sorciers, aux dieux et au Diable, car la lycanthropie par malédiction peut aussi être le résultat d'un châtiment divin. En France, le Diable transformait les sorciers en loups et les obligeait à errer dans la campagne en poussant d'affreux hurlements. Saint Thomas d'Aquin affirma un temps que tous les anges, bons ou mauvais, ont le pouvoir de transformer les corps humains. Les prêtres et certains saints semblent également posséder ce pouvoir. La plus ancienne malédiction lycanthropique connue est celle que Zeus infligea au roi d'Arcadie Lycaon, mais on raconte aussi que saint Patrick transforma le roi gallois Vereticus en loup et que Saint Natalis maudit une illustre famille irlandaise dont tous les membres devinrent des loups pour sept ans.
La littérature médiévale et de la Renaissance abonde d'exemples où des dieux et des saints maudissent ceux qui ont provoqué leur colère par la lycanthropie. Les excommuniés de l'Église catholique romaine étaient souvent suspectés de devenir des lycanthropes.
En trinquant sans le savoir avec un lycanthrope qui prononce une formule de transmission, on peut également être affecté selon la croyance lituanienne. William Shedden Ralston donne d'ailleurs l'incantation russe courante pour invoquer la lycanthropie dans ses Chants du peuple russe.

#### Anthropophagie et consommation de viande
Durant l'antiquité grecque, le cannibalisme est étroitement associé à la lycanthropie car quiconque consommait de la chair humaine au cours de banquets donnés en l'honneur de Zeus Lykaos était changé en loup,. Dévorer la chair crue d'un loup enragé transforme également en lycanthrope.

#### Morsures
La transmission par morsure est une invention très récente issue du cinéma américain, par rapprochement avec le mythe du vampire. Dans les films, l'humain mordu par un loup-garou se transforme lui-même en loup-garou à la pleine lune suivante. Il n'existe que très peu de cas de contaminations par morsures dans les légendes anciennes.

#### Naissance, hérédité et maladies
Certains enfants nés avec des particularités physiques ou à certaines dates sont prédisposés à devenir des lycanthropes. En Roumanie, c'est le cas pour les enfants sevrés puis remis au sein et au Portugal comme en Amérique latine, des septièmes garçons issus d'une fratrie pauvre. Ceux qui portent un embryon de queue au coccyx, les enfants conçus la veille d'un dimanche ou d'un jour saint, ceux qui naissent le jour de Noël sont prédisposés, et ceux qui sont « nés coiffés », c'est-à-dire avec un morceau de placenta sur la tête, auraient une aptitude naturelle à la métamorphose, les hommes se changeant en loup-garou et les femmes en esprit malfaisant provoquant des cauchemars. Les enfants de prêtres ou de nonnes sont aussi condamnés par leur naissance à se transformer en loups tous les sept ans.
Selon les Serbes, les Slovènes et dans la région de Cachoubie dans le Nord de la Pologne, si un enfant naît avec des cheveux, une marque de naissance ou une crépine sur la tête, il possède une habileté naturelle à la métamorphose et peut se transformer en l'animal qu'il souhaite, avec une nette préférence pour le loup.
Arétée de Cappadoce mentionne que les personnes qui souffrent d'épilepsie se croient elles aussi susceptibles de devenir des lycanthropes.

#### Rituels d'invocation et métamorphoses volontaires
Dans d'autres cas, le pouvoir de se transformer en loup pendant la nuit est un souhait invoqué par des rituels et des allégeances sataniques abominables, souvent pour satisfaire un désir de chair humaine. L'invocateur agit de préférence à la pleine lune et adopte non seulement la forme, mais aussi la nature du loup, sans s'inquiéter de mettre à mort la plupart des créatures humaines. L'un de ces rituels est décrit en détail, il faut entrer dans une forêt à minuit lors de la pleine lune, puis dessiner deux cercles sur le sol : l'un de six pieds de diamètre, l'autre de quatorze pieds de diamètre, avant d'allumer un feu au centre du cercle le plus petit. Placer un trépied de fer au-dessus des flammes et y suspendre un pot rempli d'eau, la porter à ébullition et y jeter de l'aloès, des graines de pavot, de la solanaceae et de la ciguë. Agiter les ingrédients en faisant appel à tous les mauvais esprits de la nuit, aux fantômes emplis de haine, aux loups-garous et aux satyres. Enlever ensuite tous ses vêtements et les frotter avec la graisse d'un animal fraîchement tué mélangée à de l'anis, du camphre et de l'opium. Prendre la peau d'un loup, la poser sur soi comme on porterait un pagne, puis se placer aux limites du grand cercle et rester dans cette position jusqu'à ce que le feu s'éteigne. Si tout a été fait correctement, l'invocateur est désormais capable de prendre la forme du loup en revêtant la peau.
L'un des moyens les plus simples pour se transformer en loup-garou serait donc d'enlever ses vêtements pour porter une peau de loup, une ceinture magique en peau de loup pouvant suffire, parfois en ajoutant un frottement du corps avec divers onguents magiques fabriqués par des sorciers et des sorcières, l'onguent populeum étant composé de suc de feuilles, de branches et de bourgeons de peuplier, de feuilles de jusquiame, de morelle noire, de pavot, d'axonge et d'alcool fort, mais il en existe trois variétés, l'une transforme en loup-garou, la seconde fait croire aux sorcières qu'elles vont au sabbat (mais n'est qu'illusion) et le dernier permet un véritable transport au sabbat.
Boire l'eau de pluie accumulée dans une empreinte de loup ou d'un autre animal sauvage, boire à une source où viennent s'abreuver des loups, ou certains breuvages enchantés ainsi que dévorer la cervelle d'un loup et dormir dans un lieu que cet animal fréquente habituellement serait aussi considéré comme un moyen d'accomplir cette métamorphose,,, de même qu'effectuer trois ou neuf sauts périlleux, utiliser des ceintures en peau de pendu, et absorber certaines herbes. Boire de la bière mêlée à du sang accélèrerait la métamorphose.

#### Voyages de l'âme
Dans certains cas, la lycanthropie ne résulte pas de la métamorphose du corps mais d'un voyage de l'âme. Le lycanthrope peut être un esprit qui sort de sa tombe sous forme de loup. On croit par là que le corps métamorphosé est celui d'une âme damnée qui ne trouve pas le repos dans sa tombe. Cette âme damnée cherche alors un hôte, humain de préférence, et il s'ensuit une confrontation quotidienne entre l'âme humaine et l'âme damnée afin de prendre possession du corps. Si l'âme damnée l'emporte, alors la transformation peut avoir lieu. L'âme qui s'échappe peut chercher à dévorer des victimes tout en laissant le corps de la personne atteinte de lycanthropie en état de transe.

### Lutte contre la lycanthropie
En fonction des époques et des mythes, les façons de lutter contre les lycanthropes afin de les soigner ou de les tuer ont évolué. Les lycanthropes possèdent une grande résistance aux blessures et retrouvent rapidement leur intégrité physique, même si des membres leur sont sectionnés.

#### Protections et combats
Les lycanthropes sont des créatures malignes qui échappent le plus souvent aux pièges, aux embûches et aux attaques classiques, protégés par leur peau d'une grande dureté,. Les blessures faites aux lycanthropes sous leur forme animale se retrouvent généralement sur leur corps humain et certaines armes sont citées de manière récurrente dans les légendes ou les fictions modernes, tels que les objets en argent comme les balles et les poignards. Les balles en argent devaient être bénies de préférence, et cette bénédiction effectuée à certaines heures nocturnes, de préférence dans une chapelle dédiée à saint Hubert et avec des objets rares et précieux tels qu'un trèfle à quatre feuilles,. Alors, le sorcier lycanthrope pouvait être tué et sa forme de bête disparaissait. En Bretagne, ils étaient décapités à la hache ou la faux, et leur corps jeté à la rivière. La vulnérabilité des lycanthropes aux balles en argent n'est pas attestée avant le XIXe siècle.
Lors de l'affaire de la bête du Gévaudan, certaines superstitions et rumeurs fantastiques évoquent un animal, voire un « sorcier » invulnérable aux balles composées des métaux les plus divers, tels le plomb, le fer ou l'argent. Par la suite, dans son roman La Bête du Gévaudan (1858), l'écrivain Élie Berthet met en scène des chasseurs rapportant que des pièces d'argent repliées et tirées à bout portant ont blessé mortellement l'animal, contrairement aux balles en plomb. Forgée par Henri Pourrat dans son roman Histoire fidèle de la bête en Gévaudan (1946), une autre invention raconte que la bête aurait été abattue grâce à des médailles de la Vierge Marie, portées par Jean Chastel à son chapeau puis fondues pour en fabriquer des balles. Cette anecdote fictive, reprise au premier degré par plusieurs auteurs, a été déformée jusqu'à figurer Chastel comme « le tueur d'un loup-garou, à l'aide de balles d'argent fondues ».
Le cinéma hollywoodien a majoritairement repris et répandu ces croyances concernant l'argent (notamment avec les films Underworld). La sensibilité des lycanthropes aux objets religieux tels que les crucifix et l'eau bénite est récente elle aussi, en tant que créatures du Diable, ils ont une répulsion profonde pour tous ces objets. La dévotion à saint Hubert est à la fois un remède et une forme de protection contre les lycanthropes.
 
Le sorbier peut également être considéré comme efficace, selon cette croyance belge qui veut qu'une maison protégée par l'ombre d'un sorbier soit un lieu sûr.

#### Remèdes
Différents remèdes sont attestés pour lutter contre la transformation en loup. Dans de nombreux cas, l'état de loup-garou résulte d'une malédiction ou d'une possession et l'exorcisme est une façon de chasser l'esprit démoniaque qui a envahi le corps du malheureux maudit pour, peut-être, lui sauver la vie.
Durant l'Antiquité, les Grecs et les Romains croyaient pouvoir soigner les personnes atteintes en les épuisant. La victime était soumise à de longues périodes d'activités physiques dans l'espoir de la purger de la maladie. La façon la plus commune de rendre son apparence humaine au lycanthrope est toutefois de trouver la peau de loup qu'il cache dans un endroit secret — généralement une souche d'arbre — et de la brûler. Le lycanthrope souffre alors terriblement et pousse d'affreux cris de douleur, mais il est ensuite délivré à jamais de sa malédiction. Bon nombre de remèdes préconisés par les médecins médiévaux sont cependant fatals pour les patients. Une croyance sicilienne d'origine arabe atteste qu'un lycanthrope peut être guéri de sa maladie en frappant sur son front ou son cuir chevelu avec un couteau, ou en perçant ses mains avec des clous, on peut aussi le frapper avec une clef ou faire couler son sang, car quelques gouttes suffisent à lui faire retrouver sa forme humaine. Selon la croyance québécoise, il faut marquer le loup-garou d'une croix sur le front avec un canif, en souvenir du Christ, ou le piquer et faire couler son sang, en souvenir du martyre du Christ. Parfois, des méthodes moins extrêmes ont été utilisées. Dans la plaine allemande du Schleswig-Holstein, un loup-garou peut être guéri si l'on prononce tout simplement trois fois son nom chrétien, tandis que pour les Danois, une simple réprimande guérit la lycanthropie. La conversion au christianisme est aussi une méthode pour éliminer la malédiction du loup-garou durant la période médiévale. Les légendes scandinaves, russes occidentales et d'Europe centrale mentionnent des philtres magiques qui rendent son aspect humain au lycanthrope, ils sont préparés avec de l'aconit, plante également connue sous le nom de tue-loup. Même guéri, un ancien lycanthrope garde généralement la faculté de comprendre le langage des loups.
Dans les univers de fiction, comme ceux de certains jeux de rôle, les lycanthropes peuvent être soignés de diverses manières, comme avec des feuilles de belladone (ou d'aconit) si elles sont ingérées moins d'une heure après leur contamination par morsure, mais les lycanthropes de naissance ne peuvent jamais être guéris.

#### Reconnaître un loup-garou sous sa forme humaine

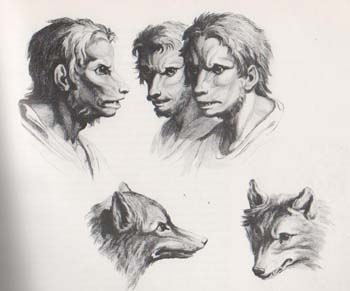
Gravures du Traité de physiognomonie de Charles Le Brun et Louis Morel d'Arleux, XVIIe siècle.

L'une des méthodes les plus classiques pour reconnaître un loup-garou sous sa forme humaine durant la période médiévale et la Renaissance consistait à inciser la peau des suspects et à regarder si des poils s'y cachaient, car selon les croyances françaises et québécoises entre autres, l'homme n'a qu'à retourner sa peau pour se transformer en loup-garou. Les personnes atteintes de lycanthropie peuvent aussi conserver quelques caractéristiques physiques du loup sous leur forme humaine, comme des sourcils qui se rejoignent au-dessus du nez (monosourcil), des ongles légèrement rougeâtres, le majeur et l'index de même longueur (comme une patte de loup), des pouces gros et courts, des mains poilues jusqu'à l'intérieur des paumes, pourvues de doigts plats et palmés, des oreilles implantées un peu plus bas et en arrière de la tête, et de façon générale, plus de poils sur les mains, les pieds et dans le dos,. Une tradition russe rappelle qu'un lycanthrope peut être reconnu grâce aux poils sous sa langue. Les loups-garous auraient aussi l'air triste et mélancolique, et n'iraient jamais à l'église. De plus, après avoir repris sa forme humaine, un lycanthrope est généralement affaibli et souffre d'un manque d'appétit du fait qu'il s'est repu et a couru toute la nuit, il peut aussi être soumis à des dépressions nerveuses. Une fois démasqué sous sa forme humaine, il est théoriquement possible de le tuer, de lui administrer un remède, ou de l'enfermer et d'attendre sa transformation pour prouver sa culpabilité, à condition d'avoir une cage assez résistante.

### Points communs avec les vampires

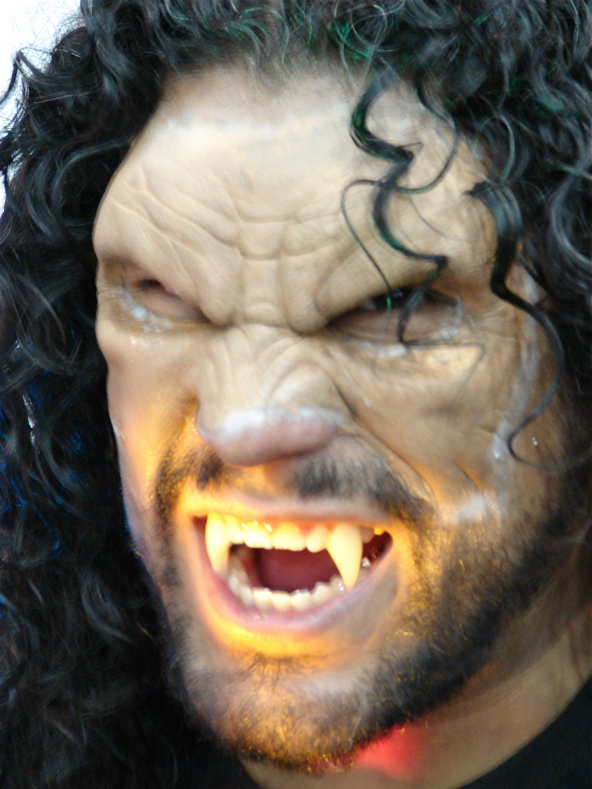
Déguisement de loup-garou ou vampire moderne.

En Europe médiévale, les cadavres de certaines personnes exécutées furent incinérés en tant que loup-garou plutôt qu'enterrés afin d'empêcher leur résurrection comme vampires, et avant la fin du XIXe siècle, les Grecs estimaient que les cadavres de loups-garous non détruits revenaient à la vie en tant que vampires, sous la forme de loups ou de hyènes qui erraient sur les champs de bataille en buvant le sang des soldats mourants. Dans certaines zones rurales de l'Allemagne, de la Pologne et du nord de la France, les personnes mortes en état de péché mortel revenaient sous forme de loups pour boire du sang, avant de retourner à leur corps humain dès les premières lueurs du jour. Ces lycanthropes furent traités par décapitation à l'arme blanche et exorcisme par le curé de la paroisse, la tête était ensuite jetée dans un ruisseau et le poids de ses péchés l'entrainait par le fond. Parfois, les méthodes employées étaient les mêmes que pour éliminer les vampires. Le vampire est lié au loup-garou dans les pays d'Europe orientale, en Bulgarie, en Serbie et en Slovaquie. En Serbie, le loup-garou et le vampire sont connus sous le même nom : Vulkodlak.
Dans la mythologie hongroise et celle des Balkans, de nombreux loups-garous étaient décrits comme des sorcières vampiriques qui devenaient loups afin de sucer le sang des hommes nés un jour de pleine lune, dans le but de préserver leur santé. Sous forme humaine, ces lycanthropes seraient pâles, avec un visage émacié, les orbites creuses, les lèvres gonflées et les bras flasques.
Les lycanthropes sont très proches des vampires dans le sens où le loup-garou est un pont entre l'homme et l'animal, un animal bestial qui détruit et dévore le monde, le vampire est un pont entre le monde des vivants et celui des morts.

## Lycanthropes dans les mythologies, folklores et légendes
Au Ve siècle av. J.-C., les plus anciennes mentions de lycanthropes connues sont issues des traditions grecques et relatées par Hérodote. Par la suite, des légendes de lycanthropes se sont étendues à tous les pays du monde en partant d'Europe.
Des légendes à propos de lycanthropes sont présentes dans tous les pays mentionnés ci-dessous :
En ce qui concerne les régions de peuplement francophone, les légendes à propos de créatures lycanthropes sont très nombreuses, et le nom d'origine a subi de nombreuses évolutions :

### Tradition gréco-romaine
Les poètes grecs furent les premiers à mentionner des formes de lycanthropie dans leurs textes mythologiques. L'idée d'anthropophagie y semble étroitement liée.

#### Neuri
La première mention d'une forme de lycanthropie est le fait d'Hérodote (484 - 425 av. J.-C.). Il parle des Neuri, une tribu habitant le nord-est de la Scythie, contrées des bords de la mer Noire. Ils étaient capables de se métamorphoser en loups par magie et indépendamment d'une malédiction quelques jours par an, avant de reprendre leur apparence humaine. Ces rites étaient apparemment destinés à la terre, ils symbolisaient la régénération et la renaissance. Cette légende est toutefois une exception parmi les récits gréco-romains.

« Les Neures observent les mêmes usages que les Scythes (…) Il parait que ces peuples sont des enchanteurs. En effet, s'il faut en croire les Scythes et les Grecs établis en Scythie, chaque Neure se change une fois par an en loup pour quelques jours, et reprend ensuite sa première forme. Les Scythes ont beau dire, ils ne me feront pas croire de pareils contes ; ce n'est pas qu'ils ne les soutiennent, et même avec serment. »

— Hérodote, Histoires (Livre IV chapitre CV)

#### Arcadie
Les mentions les plus fréquentes sont toutefois liées à la région montagneuse d'Arcadie, alors peuplée de loups. Des rites primitifs étaient liés à cet animal, entre autres en relation avec Zeus. Sur le mont Lykaion, lieu de naissance du roi des dieux (le « mont du Loup », rebaptisé en latin Mons Lycaeus puis mont Lycée en français), des jeux du nom de Lykaia avaient lieu tous les quatre ans. Ils étaient accompagnés de banquets en l'honneur de Zeus Lykaios, durant lesquels les pratiques de cannibalisme étaient courantes. La chair humaine était partagée entre les différents participants qui se trouvaient alors changés en loups pour neuf ans avant de retrouver forme humaine, à condition qu'ils n'aient consommé aucune chair humaine durant ce temps[réf. nécessaire].
Pline l'Ancien (23 apr. J.-C. – 79 apr. J.-C.) mentionne que Déménète de Parrhasie fut métamorphosé en loup après avoir gouté des entrailles d'un enfant immolé dans le sacrifice de victimes humaines que les Arcadiens faisaient encore dans ce temps à Jupiter lycéen. Dans les mêmes récits, les Arcadiens tirent au sort l'un des membres de la famille d'un certain Anthus avant de le conduire au bord d'un étang de la région. Après avoir suspendu ses vêtements à un chêne, il traverse l'étang à la nage et gagne les solitudes où il se transforme en loup et vit en troupe avec ses congénères pendant neuf ans. Si, durant ce temps, il s'est tenu à l'écart de l'homme, il retourne à son étang et, après l'avoir traversé, il reprend sa forme humaine mais est vieilli de neuf ans. Il retrouve même ses vêtements.

##### Déménète de Parrhasie ou Damarque
Deménète de Parrhasie fut changé en loup pour dix ans après avoir mangé un morceau de viande humaine au festival de Zeus Lycaeos. Dix ans plus tard et son apparence humaine retrouvée, il participa aux Jeux olympiques,. Il s'agit certainement du même personnage que le Damarque de l'histoire de Pausanias, un boxeur victorieux des Jeux olympiques natif de Parrhasie en Arcadie, et vivant aux alentours de 400 av. J.-C. Il se changea en loup au cours du sacrifice en l'honneur de Zeus Lycaeus et redevint humain au bout de neuf ans.

##### Lycaon
Le roi d'Arcadie Lycaon avait cinquante fils, tous réputés pour leur impiété. Ils édifièrent un temple en l'honneur de Zeus au sommet du mont Lycée et pour les remercier, le roi des dieux vint leur rendre visite sous l'apparence d'un pauvre hère. Au cours du repas, ils servirent un plat à base de la chair du plus jeune des fils, fraîchement égorgé, parmi d'autres nombreux plats à Zeus. Ils croyaient ainsi démasquer le Dieu des Dieux, mais ce dernier, indigné, repoussa la table du festin au loin et foudroya tous les fils du roi sauf Nyctimos qui monta sur le trône. Lycaon fut transformé en loup :

« Ses vêtements se changent en poils, ses bras en jambes, devenu un loup il conserve encore des vestiges de son ancienne forme. Il a toujours le même poil gris, le même air farouche, les mêmes yeux ardents ; il est toujours l'image de la férocité. »

— Ovide, Métamorphoses [détail des éditions] [lire en ligne], I, 209.
Lycaon demeura incapable d'assouvir sa faim et d'oublier son ancienne condition humaine.

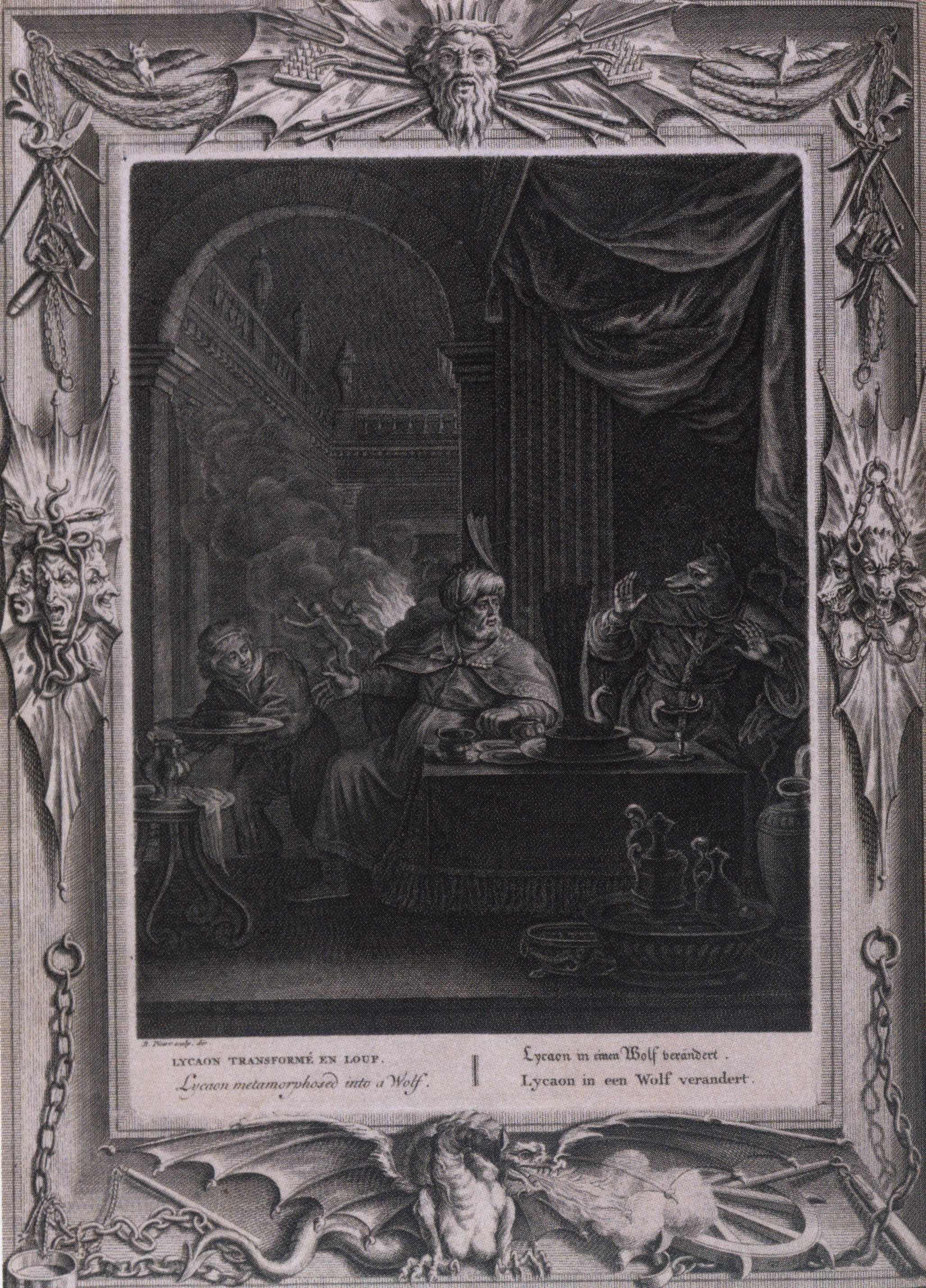
Illustration du mythe de Lycaon. Gravure de Bernard Picart, XVIIIe siècle.
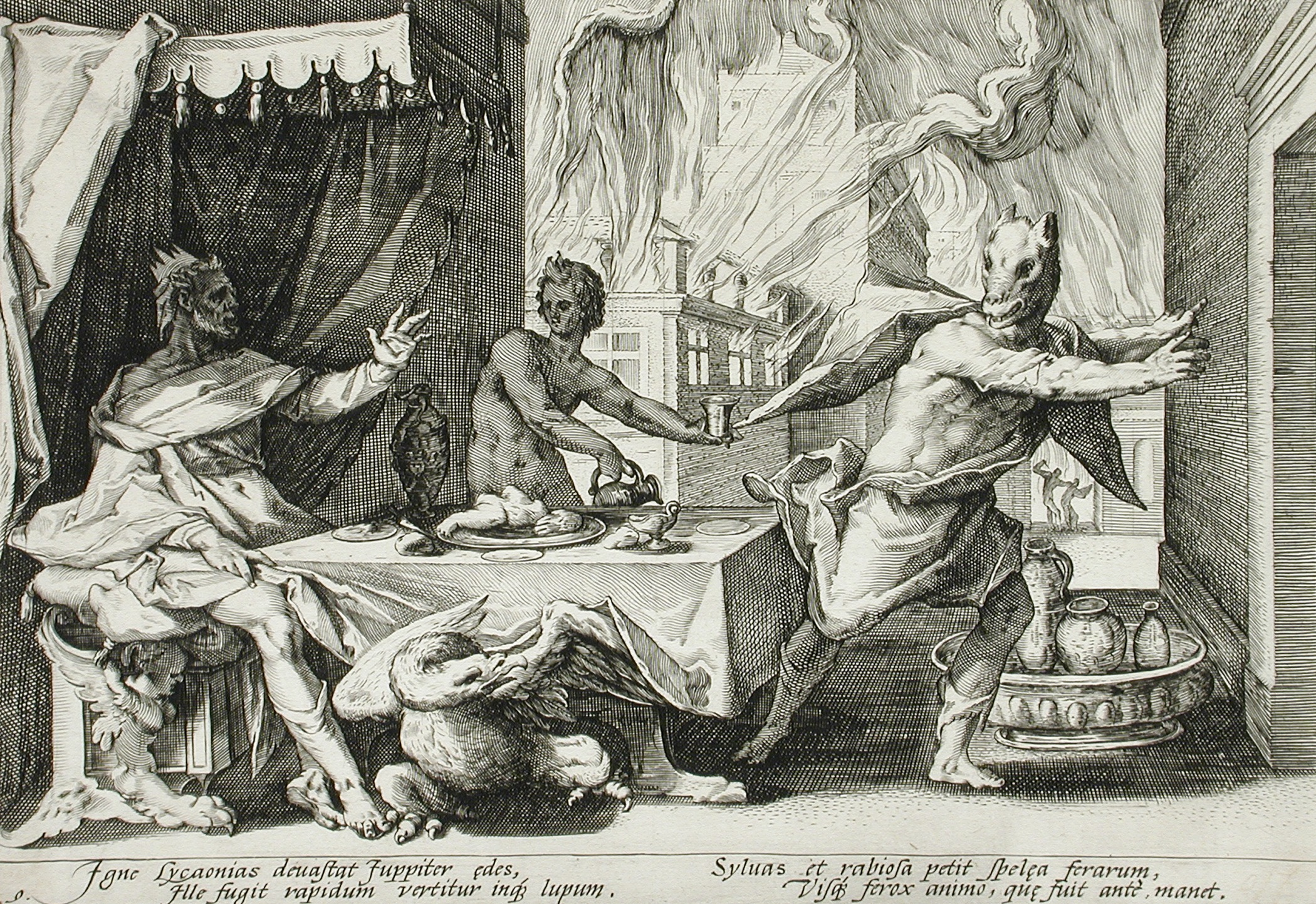
Lycaon. Gravure d'Hendrik Goltzius pour les Métamorphoses d'Ovide.
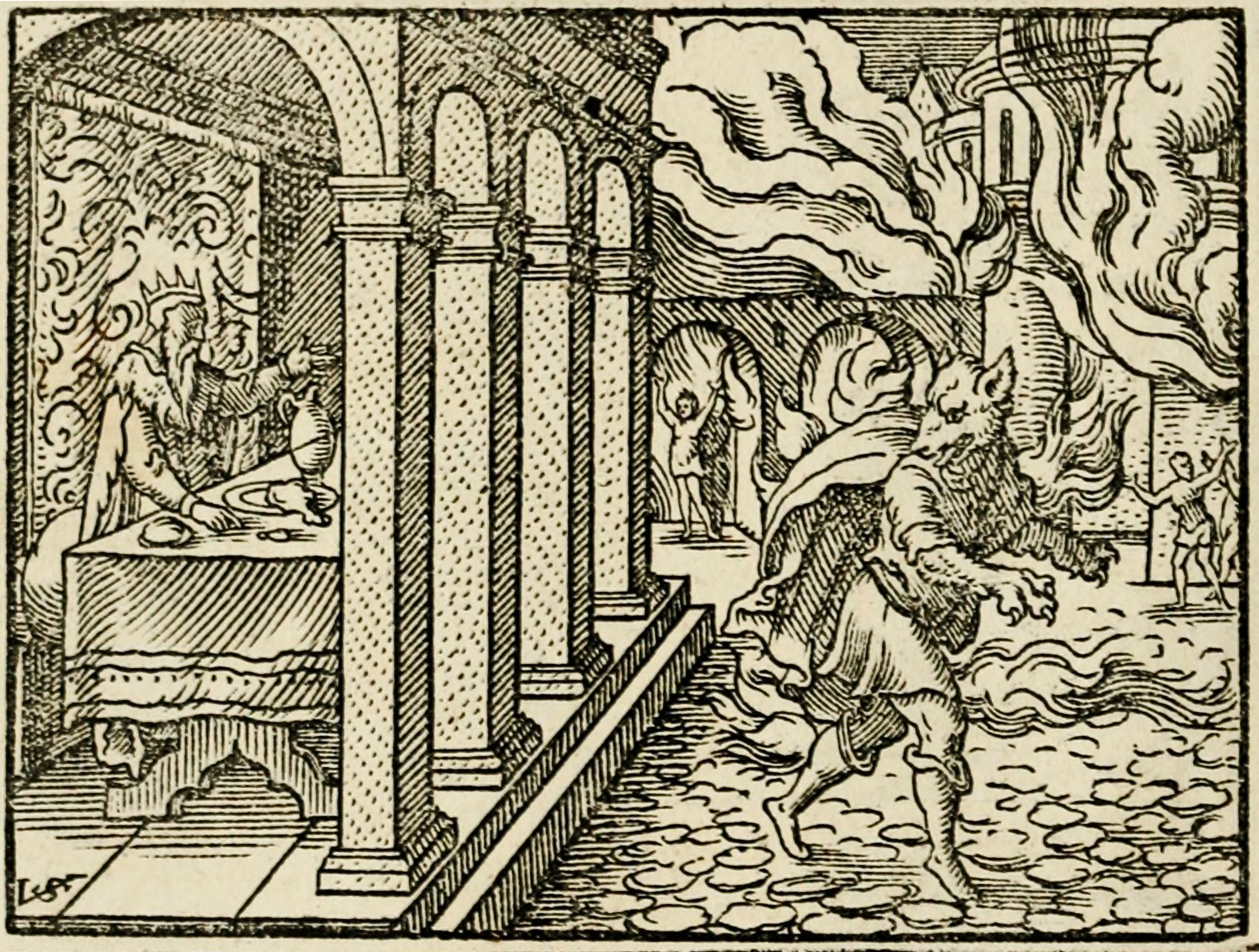
Lycaon. Gravure de Vergilius Solis (1514-1562).
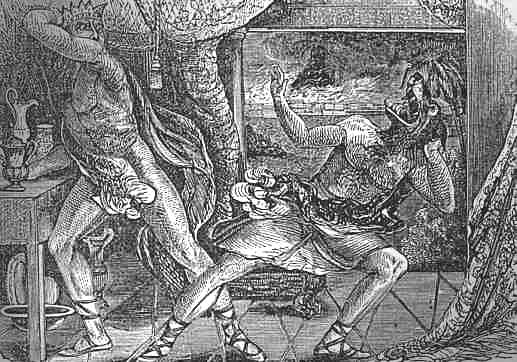
Lycaon. Gravure de Brooks Nathan pour Metamorphosen, 1849.

#### Autres mentions durant l'Antiquité gréco-romaine

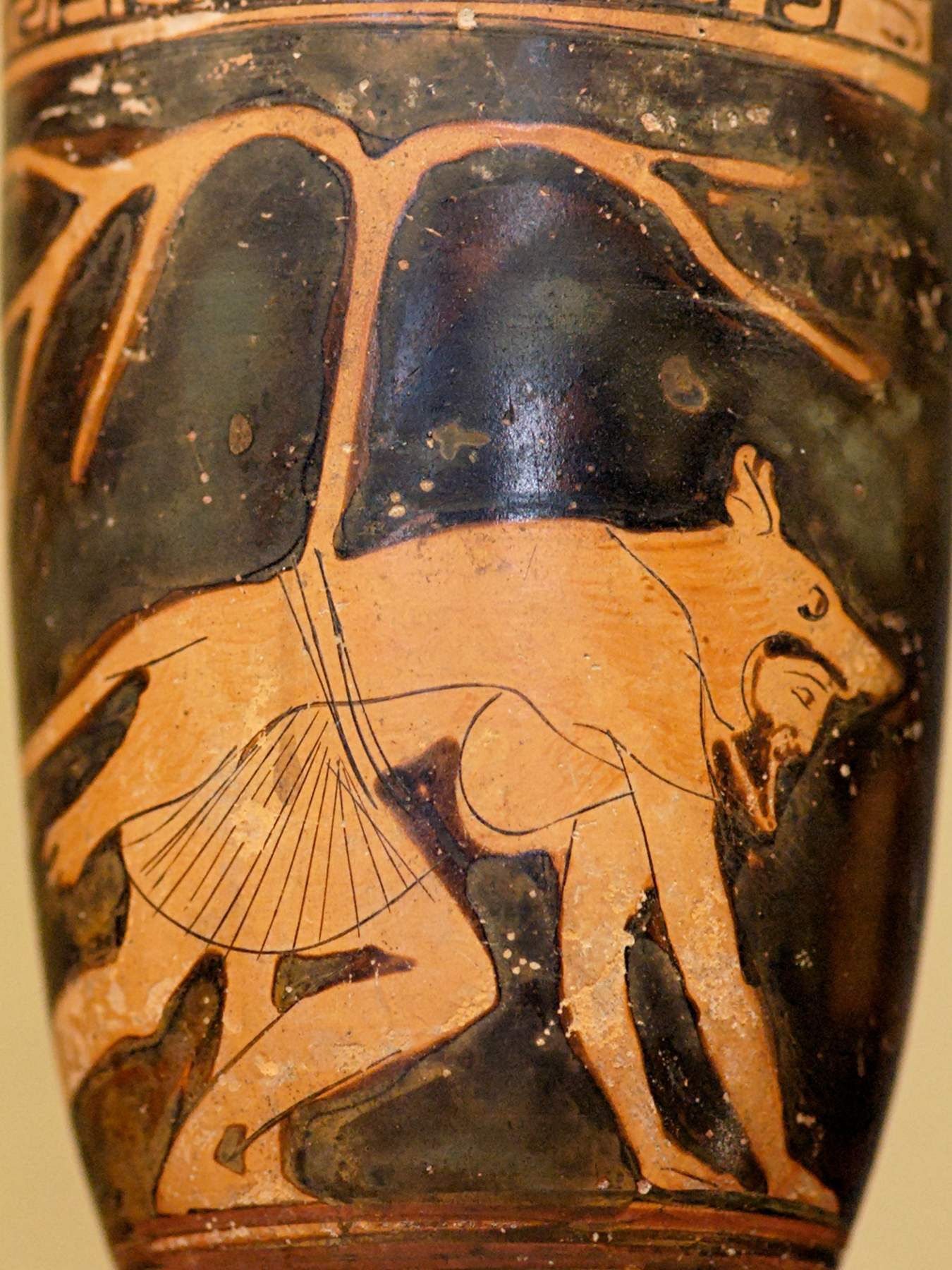
Dolon, détail d'un lécythe attique à figures rouges, vers 460 av. J.-C. Découvert en Italie, Paris, Musée du Louvre.

Au Ier siècle, Arétée de Cappadoce parle de certains hommes persuadés être faits de verre et craignant donc d'être cassés, auquel cas ils seraient transformés en loups ; travaillés par les appétits et les affres de cet animal féroce, se jetant sur les troupeaux et les hommes pour les dévorer, sortant la nuit de préférence, hantant les cimetières et les monuments, hurlant à la mort, avec une perpétuelle altération, les yeux enfoncés et hagards, ne voyant qu'obscurément comme s'ils étaient entourés de ténèbres, les jambes meurtries par les égratignures et les morsures de chiens,.
Dans le Satyricon, Niceros raconte qu'il était invité au banquet d'un soldat de ses amis qui se transforma en loup. Il décrit l'incident comme suit : « Quand je me suis retourné vers mon ami, je vis qu'il s'était dépouillé de ses vêtements et qu'il les avait empilés au bord de la route… Il s'assit dans un cercle autour de ses vêtements, puis, comme ça, se transforma en loup ! … Il poussa des hurlements de loup puis s'enfuit dans les bois. »
Virgile (-70 -19) parle également des pouvoirs du lycanthrope dans sa huitième églogue, où il fait dire à Alphésibée : « J'ai vu Moeris se faire loup et s'enfoncer dans les bois », il mentionne aussi que Moeris était sorcier et utilisa des herbes et des poisons.
Certaines divinités gréco-romaines sont également liées au loup. Toutes se transformaient occasionnellement, Zeus et Artemis prenant parfois la forme de loups, néanmoins, elles conservent leur caractère divin sous n'importe quelle forme.

### Mythologie et folklore d'Europe du Nord et d'Europe germanique

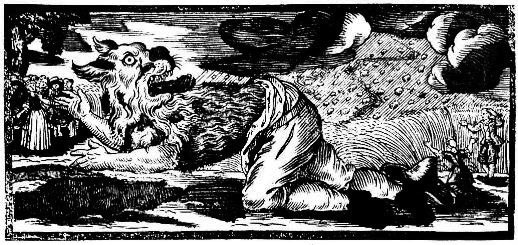
Le Loup-garou, estampe allemande de 1722 (représentation cynocéphalique d'un lycanthrope).

L'équivalent scandinave du loup-garou se nomme vargúlfr, où vargr signifie « loup » selon l'acception antique et nordique, úlfr loup également selon l'acceptation pangermanique.
Dans la Saga d'Egill, fils de Grímr le Chauve, le grand-père Úlfr fut surnommé Kveld-Úlfr (qui signifie « le loup du soir »), car chaque soir il devenait farouche et avait envie de dormir. Egill hérita de cette propriété.
Dans la Völsunga saga, Sigmundr et Sinfjötli découvrent deux hommes endormis : « Des peaux de loups étaient suspendues au-dessus d'eux dans la maison. Tous les dix jours, il leur était possible de sortir de ces peaux. Sigmundr et Sinfjötli leur passèrent les peaux de loups et alors, ils ne purent aucunement en sortir, quoiqu'en vérité, ils eussent conservé la même nature qu'auparavant : ils hurlaient comme des loups, chacun d'eux sachant la signification de ce hurlement. »
Les femmes peuvent aussi se transformer en louves : dans l'Edda poétique (Hárbardhsljódh), vargynjur est la femme-louve que Thor a molesté.
Le loup et l'ours sont aussi deux aspects des guerriers berserkir.
Les lycanthropes de Fennoscandie sont généralement décrits comme de vieilles femmes qui possèdent des griffes empoisonnées et la capacité de paralyser les bovins et les enfants avec leur regard.
D'autres contes de fées germaniques mettent en scène des hommes qui se transforment temporairement en bêtes.

#### Vironsusi
Le vironsusi est un lycanthrope finlandais, plutôt mélancolique de nature. Sa transformation est le plus souvent involontaire, parce qu'une sorcière lui a jeté un sort, il reste loup jusqu'à ce que quelqu'un ou quelque chose le libère de son sort. Ils se cache dans les maisons et dévore parfois le bétail, mais s'attaque rarement à des personnes et attend que quelqu'un le reconnaisse. Lorsque cela se produit (par exemple, grâce à la mère du vironsusi), cette personne peut briser le sort en appelant le lycanthrope par son prénom ou en lui donnant du pain à manger. Lorsque le vironsusi a retrouvé sa forme humaine, il garde toujours sa queue de loup jusqu'au jour de sa mort,.

### Folklore d'Europe de l'Ouest

#### Îles britanniques

Empreinte de loup.

Les lycanthropes sont rarement mentionnés en Angleterre, probablement car le loup fut éradiqué par les autorités durant la période anglo-saxonne. Par contre, ils sont courants en Irlande et l'île fut même un temps nommée Terre des loups[réf. nécessaire]. Plus tard, les croyances européennes sur les lycanthropes intéressèrent la société de cryptozoologie de Londres, qui décrivit la présence d'un virus nommé le Lic-V dans le sang des lycanthropes, fonctionnant de la même manière que celui du SIDA pour changer les humains en loups.
Vers 970, un homme nommé Baianus se transforma en loup grâce à la nécromancie : « Il s'est changé lui-même en loup ou dans la peau d'un autre animal si souvent (…) ».

##### Wulver
Ce lycanthrope est propre au folklore des îles Shetland, en Écosse. Il est décrit comme un homme couvert d'une fine toison brune mais avec une tête de loup. Contrairement à la majorité des lycanthropes, le wulver n'est pas agressif si on ne l'embête pas et habitent habituellement près des lochs et rivières écossaises.. Il passe la majeure partie de son temps assis sur un rocher à pêcher. On raconte qu'il laisse parfois du poisson sur l'appui de fenêtre des familles pauvres.

##### Mélion
Un lycanthrope est mentionné dans le lai de Mélion, où il se transforme en loup grâce à l'enchantement d'un anneau et demande à sa femme de le toucher ensuite avec une pierre vermeille pour qu'il redevienne un homme. La femme, infidèle, part en Irlande avec un écuyer en laissant son mari prisonnier de son corps de loup. Grâce au roi Arthur, Mélion parvient à redevenir humain.

##### Folklore irlandais
Lorsque Saint Patrick arriva en Irlande pour évangéliser l'île, il trouva de nombreux lycanthropes sur place. Giraud de Barri rapporte par exemple la mésaventure d'un prêtre et d'un jeune garçon qui quittaient l'Ulster pour se rendre dans le comté de Meath. Pendant la nuit, ils firent halte dans une forêt inconnue et allumèrent un feu sous un grand arbre quand surgit un loup qui déclara d'une voix humaine « Ne vous alarmez pas, n'ayez nulle crainte ». Il s'agissait d'un homme qui vivait autrefois avec son épouse dans le sud-ouest du Leinster. Une malédiction frappait ce royaume tous les sept ans et un couple de villageois se trouvait changé en loup. S'ils survivaient pendant les sept ans, ils retrouvaient leur forme humaine et rentraient chez eux, un autre couple était alors maudit à leur place. Le loup expliqua que sa femme et lui avaient purgé une partie de leur peine mais que son épouse, malade, pouvait mourir d'un moment à l'autre. Il supplia le prêtre de lui apporter les derniers sacrements, lequel accepta et suivit le loup avec l'enfant dans les sous-bois, où ils découvrirent une louve cachée dans un tronc d'arbre creux. La bête poussait de tristes soupirs humains. Le prête hésitait à offrir l'hostie consacrée et le loup tira la fourrure qui recouvrait la tête de sa compagne, révélant une vieille femme. Quand le prêtre eut achevé ses prières, le loup le reconduisit avec l'enfant à leur campement. Le lendemain matin, il les escorta jusqu'à l'orée de la forêt. L'incident aurait été rapporté à Rome pour recueillir l'opinion du pape.
Ce même historien rencontra vers 1182 des loups-garous irlandais qui se métamorphosaient durant la fête de Yule (correspondant plus ou moins à Noël). Ils étaient natifs d'Ossory, et avaient été maudits par St. Natalis en punition de leur méchanceté.

#### Folklore français

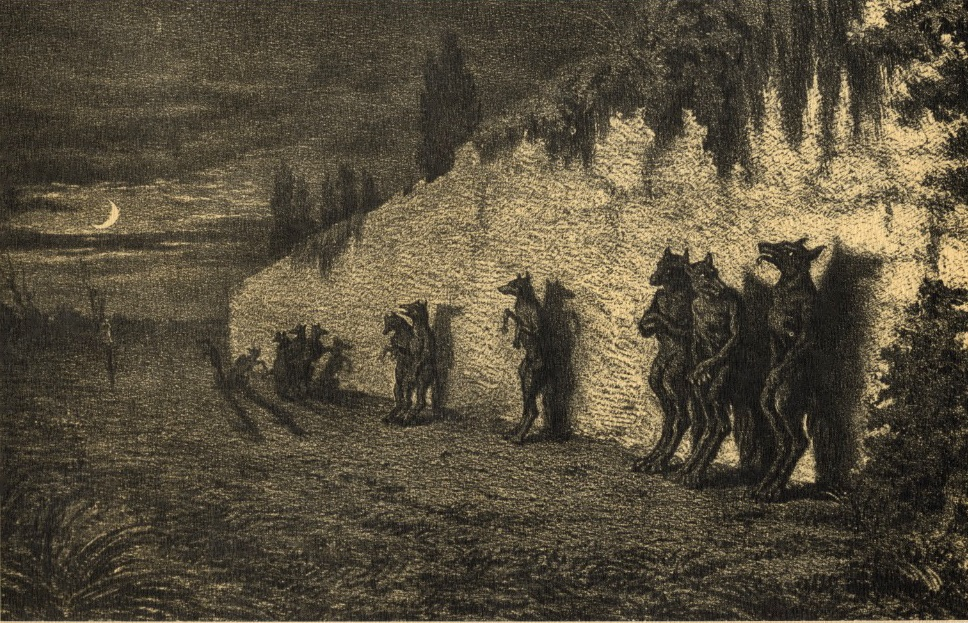
Les lupins, lithographie de Maurice Sand extraite des Légendes rustiques de George Sand, Paris, Bibliothèque des Arts décoratifs, 1858.

La France est un pays très fertile en légendes lycanthropiques, et les loups-garous y sont surtout vus comme des démons venus terroriser le peuple sous le commandement du Diable, les récits de transformations involontaires sont rares.
Au IXe siècle, Nennius rapporte dans son Historia Brittonum que certains hommes celtes étaient réputés pouvoir prendre la forme d'un loup à volonté grâce à une force diabolique issue de leurs ancêtres. Ils s'attaquaient ainsi aux moutons, et lorsque des gens armés de bâtons les poursuivaient, ils s'enfuyaient le plus vite possible. Pour se transformer, ils quittaient leur corps humain en ordonnant à leurs amis de ne pas les changer de position car, si cela arrivait, ils ne pourraient plus jamais reprendre forme humaine. Si quelqu'un les blessait sous leur forme de loup, la blessure se retrouvait exactement au même endroit sur leur corps humain.
Au Xe siècle, on donnait aux loups-garous le nom de melancholia canina et au XIVe siècle, de daemonium lupum. Dans le roman de chevalerie Guillaume de Palerne du XIIe siècle, des sorciers Leu-Garou avaient pris l'habitude de courir dans les champs durant les nuits de pleine lune, munis de peaux de loup, afin d'effrayer les populations,.
Vers 1131, une légende mentionne que Hugues de Camp d'Avesnes, comte de Saint-Pol qu'on appelait la Bête Canteraine, fut changé en loup-garou par une force divine en raison des crimes épouvantables qu'il avait commis. On le voyait pendant la nuit, chargé de chaînes, parcourir les rues en poussant des hurlements.
Maurice Sand peint, en 1857, un loup-garou qui attaque un voyageur en lui sautant sur le dos dans la nuit sous sa forme de loup.
Claude Seignolle rapporte que dans le Doubs, on dit que les dents inférieures du loup-garou sont accrochées aux supérieures, ce qui fait qu'il ne peut ouvrir la gueule qu'après s'être violemment frappé le museau sur le sol.

##### Lai de Bisclavret
Vers 1200, Marie de France compose le lai de Bisclavret (Bisclavret est le nom du loup-garou en Bretagne), dans lequel un chevalier se transforme en loup pendant trois jours chaque semaine. Il se déshabille entièrement avant de se changer en loup et dissimule ses vêtements sous une pierre creuse. Son épouse lui posant de plus en plus de questions, il finit par lui révéler l'endroit où il cache ses vêtements. Terrorisée, celle-ci le trahit en demandant au baron qui lui fait la cour de voler les vêtements. Le bisclavret ne peut plus retrouver sa forme humaine et réchappe de justesse à une chasse au loup donnée par le roi qui remarque son comportement humain et l'épargne. Un soir, le bisclavret retrouve son ex-épouse et le baron à la cour du roi, il les attaque et arrache le nez de la femme. Le roi qui assistait à toute la scène interroge cette dernière, qui finit par lui révéler où elle a caché les vêtements. Le bisclavret redevient humain et le baron comme l'épouse infidèle sont bannis. Ils ne donnèrent naissance qu'à des enfants sans nez. Ce lai est l'un des rares textes français où la lycanthropie apparait comme un destin subi plus que comme une dévotion au Diable.

##### Mourioche
Jules Haize rapporte la légende de Mourioche, un lycanthrope qui vivait dans l'étang du château de Beauchêne, en Langrolay, au XIe. Il se nourrissait des enfants qui avaient le malheur de se trouver dehors après la tombée de la nuit. Il fut tué au cours d'un combat épique par Jehan, jeune seigneur de Beauchêne.

##### Otia Imperalia
Le chroniqueur anglais Gervais de Tilbury rapporte dans ses Otia Imperialia, rédigées en 1212, l'histoire de Raimbaud d'Auvergne, un ancien soldat devenu hors-la-loi. Déshérité par le noble Ponce de Chapteuil, il s'exila dans les forêts et se transforma en loup-garou pendant la pleine lune « Une nuit, sous le coup d'une terreur excessive qui provoqua une aliénation de son esprit », il s'attaqua aux enfants comme aux adultes, força des agriculteurs à quitter leur foyer et ses actes cruels se multiplièrent. « À la fin, grièvement blessé par un bucheron, il perdit un pied, sectionné d'un coup de cognée et reprenant ainsi sa forme, il redevint homme (…) on l'affirme en effet, les hommes qui se conduisent ainsi sont libérés de cette sorte d'infortune par l'amputation des membres ». Raimbaud remercia le bucheron de l'avoir définitivement débarrassé de sa malédiction et de sa damnation.
Dans le même livre, l'histoire de Calcefaria n'est pas moins singulière : « Il dépose ses vêtements sous un buisson ou un rocher secret, et quand il s'est longtemps roulé nu dans le sable, il revêt la forme et la voracité du loup. »,

##### Pierre Burgeot et Michel Verdun
En 1521, Pierre Burgeot et Michel Verdun furent accusés de lycanthropie et racontèrent une étrange histoire : dix-neuf ans plus tôt, Pierre gardait son troupeau de moutons quand un violent orage éclata. Il rassembla ses bêtes et aperçut trois hommes vêtus de noir, montés sur des chevaux noirs, devant lui. L'un d'eux le questionna, étonné le berger répondit qu'il avait perdu plusieurs bêtes et qu'il craignait que des loups les mangent. L'homme en noir lui conseilla de ne pas s'inquiéter, si le berger l'acceptait comme seigneur et maître, il n'arriverait jamais rien à son troupeau et il ferait même fortune. Pierre Burgeot accepta et convint d'un rendez-vous avec l'étranger qui disait s'appeler Moyset. Lors de leur entrevue, Moyset énonça les termes du contrat : Burgeot devait renoncer à Dieu, à la Vierge, aux saints, à son baptême et à sa confirmation. Burgeot accepta en jurant de ne plus se rendre à la messe ni de s'asperger d'eau bénite. Lorsqu'il baisa la main de Moyset, celle-ci était aussi froide que celle d'un cadavre. Au fil des années, Burgeot oublia sa promesse d'obéissance et fut rappelé à l'ordre par Michel Verdun, qui exigea qu'il se déshabille complètement et s'enduise le corps d'un onguent magique. Celui-ci fit rapidement effet et transforma le berger en loup, il vit ses bras et ses jambes se recouvrir de poils, ses mains se transformer en pattes munies de griffes. Verdun se transforma également en loup et ils semèrent la panique dans la campagne environnante, attaquèrent un enfant de sept ans et le taillèrent en pièces, immolèrent une femme qui récoltait des petits pois puis enlevèrent une fillette de quatre ans dont ils ne laissèrent qu'un bras. Ils lapaient le sang de leurs victimes et s'accouplaient avec des louves[réf. nécessaire].

##### Auvergne

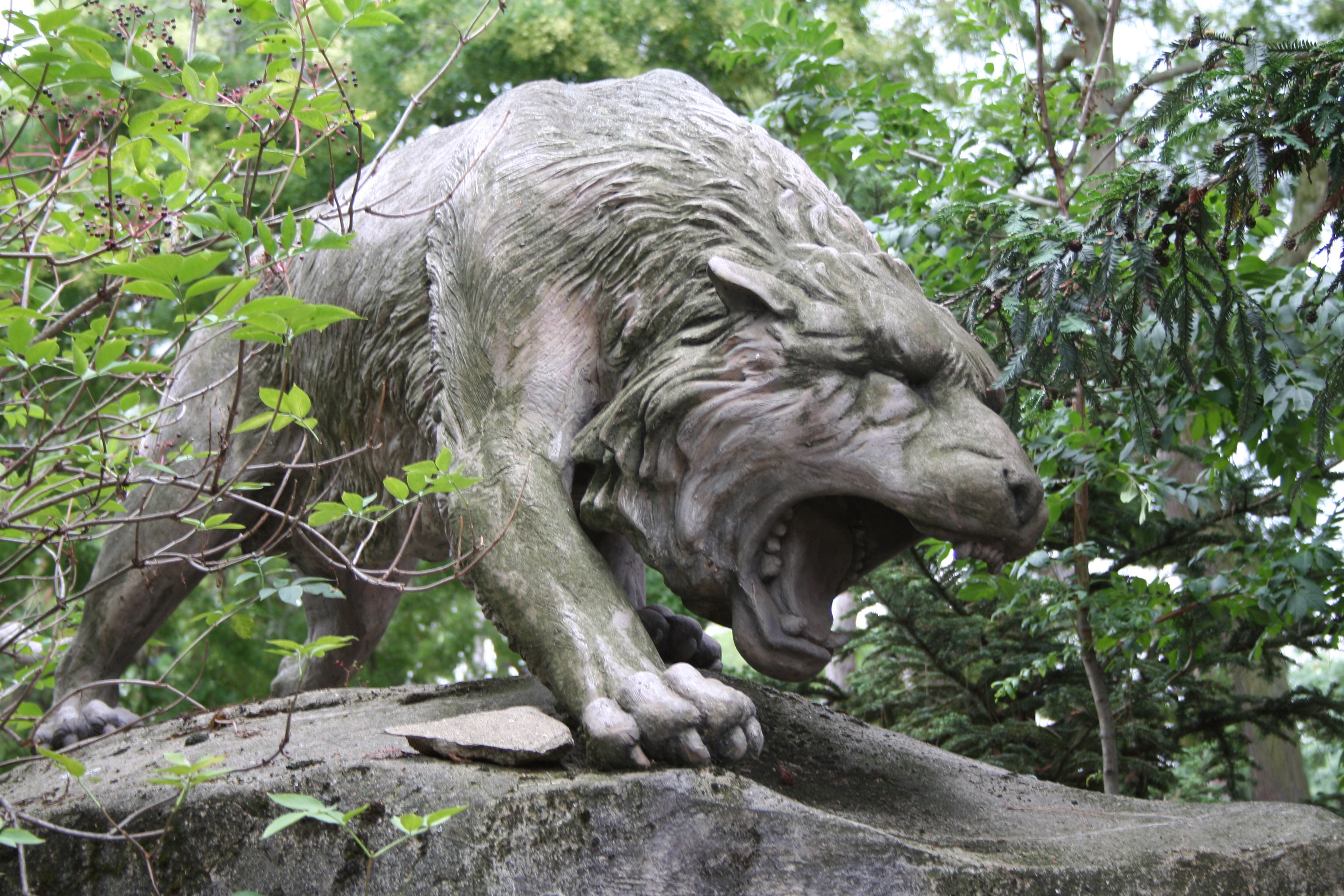
Statue de loup menaçant, Paris, Parc zoologique de Vincennes.

Le Dictionnaire Infernal rapporte l'histoire d'un chasseur égaré dans les montagnes d'Auvergne vers 1588, qui fut attaqué par un loup énorme. En se défendant, il lui coupa la patte droite. L'animal mutilé s'enfuit en boitant sur trois pattes et le chasseur se rendit dans un château voisin pour demander l'hospitalité au gentilhomme qui l'habitait. En le voyant, celui-ci lui demanda s'il avait fait bonne chasse. Le chasseur voulut tirer la patte qu'il venait de couper au loup de sa gibecière, mais au lieu d'une patte il trouva une main portant à l'un de ses doigts un anneau que le gentilhomme reconnu comme celui de sa femme. Il se rendit auprès d'elle et la trouva blessée, cachant son avant-bras droit. Ce bras n'avait plus de main, on y rajusta celle que le chasseur avait rapportée et elle fut forcée d'avouer que c'était elle qui avait attaqué le chasseur sous la forme d'un loup. Le gentilhomme livra sa compagne à la justice, et elle fut brûlée.

##### Jean Grenier et Pierre la Tilhaire
Une histoire similaire à celle de Pierre Burgeot est rapportée par l'avocat bordelais Bernard Automne concernant Jean Grenier, du village de La Roche-Chalais, jugé par le Parlement de Bordeaux, accusé de lycanthropie en 1603 alors qu'il était âgé de 13 ou 14 ans : un jeune garçon, Pierre la Tilhaire, l'avait emmené au fond d'un bois, pour lui présenter un grand homme mince vêtu de noir, monté sur un cheval noir. Il se présenta comme le Seigneur de la forêt, descendit de cheval et embrassa Jean Grenier sur la bouche. Ses lèvres étaient glacées. Lors de la seconde rencontre, les deux jeunes garçons jurèrent fidélité à ce personnage et se soumirent à une cérémonie, l'homme en noir les marqua d'une griffure à la cuisse avec son ongle effilé, sortit une gourde de vin dont les deux garçons burent quelques gorgées, puis leur donna une peau de loup à chacun en précisant qu'ils devraient s'enduire le corps de l'onguent qu'il leur remettrait avant de s'en vêtir. Il leur demanda aussi de laisser pousser les ongles de leur main gauche et de le revoir pour se procurer de l'onguent lorsqu'ils en auraient besoin. Lorsqu'il retourna dans la forêt pour obtenir l'onguent, Jean Grenier aperçut plusieurs fois le Seigneur de la forêt en compagnie de quatre ou cinq hommes qui l'adoraient comme l'objet d'un culte ou d'une religion. Le jeune Grenier est jugé coupable et condamné à la peine capitale, en première instance, par le juge de la Roche-Chalais. Mais ce jugement est réformé en appel devant le Parlement de Bordeaux, Jean Grenier ayant bénéficié d’une excuse d’irresponsabilité à cause de sa faiblesse d’esprit et de son âge, sa peine étant commuée en enfermement à vie dans un couvent de mendiants.

##### Alsace
Claude Seignolle rapporte qu'en Alsace, on parle encore, dans les campagnes reculées, du gigantesque loup gris fantôme qui hantait les environs de Marlenheim et égorgeait les voyageurs égarés. Si d'aventure des rescapés pouvaient conter leur effroyable rencontre, les gens du terroir ne s'étonnaient pas, car ce pays était autrefois celui de Nideck, où les hommes s'accouplaient avec des louves donnant ainsi le jour à des loups-garous.

##### Bretagne
Les croyances superstitieuses étaient répandues, comme en témoigne Frank Davies vers 1854 : « Une pauvre gamine de six ans de la région d'Huelgoat avait reçu de ses parents, comme c'était la coutume dans cette contrée, la garde d'un petit mouton noir. (...) Elle disparut et les paysans firent d'actives battues pendant des jours (...) et en arrivèrent à conclure que c'était le loup-garou. Six semaines s'étaient passées quand un charbonner la retrouva. Elle avait en fait poursuivi un loup qui emportait son mouton ».

##### Garache
La garache, dont le nom est un dérivé féminin de garou, est une personne humaine, généralement une femme, qui se transforme en loup-garou femelle durant la nuit, pour un temps plus ou moins long en fonction de la gravité d'un crime commis sous sa forme humaine. Elle est mentionnée dans le folklore de Vendée et du Poitou. Les garaches blessées meurent ou retrouvent leur apparence originelle[réf. nécessaire], le moyen le plus sûr de leur redonner forme humaine consiste donc à les blesser en faisant couler leur sang, mais pour les atteindre avec une balle, il faut que l'arme soit chargée avec trois morceaux de pain bénit lors des trois messes de minuit. Il existe une confusion importante entre la garache et la birette[réf. nécessaire].
À Aizenay, pour forcer les sorciers et sorcières à désensorceler les animaux et les habitants, ces derniers faisaient bouillir un mouton hérissé d'aiguilles à petit feu. À Angles, on a signalé qu'une garache avait été tuée dans le champ de Pérochelles, à l'est de la ville. Une autre garache serait passée de vie à trépas dans les environs de la cabane de la petite Lamberde, près de la tour de Moricq. On racontait que cette dernière n'était autre qu'une reine d'Angleterre transformée par la malédiction et condamnée à visiter sept paroisses par nuit pendant sept ans. Le 1er janvier 1884, le métayer Roger Saboureau tua un loup énorme et revenant sur les lieux à l'aube, découvrit avec horreur le cadavre ensanglanté de sa femme. Elle était une garache condamnée à tourner 7 fois autour de 7 villages durant les nuits de pleine lune.

##### Voirloups

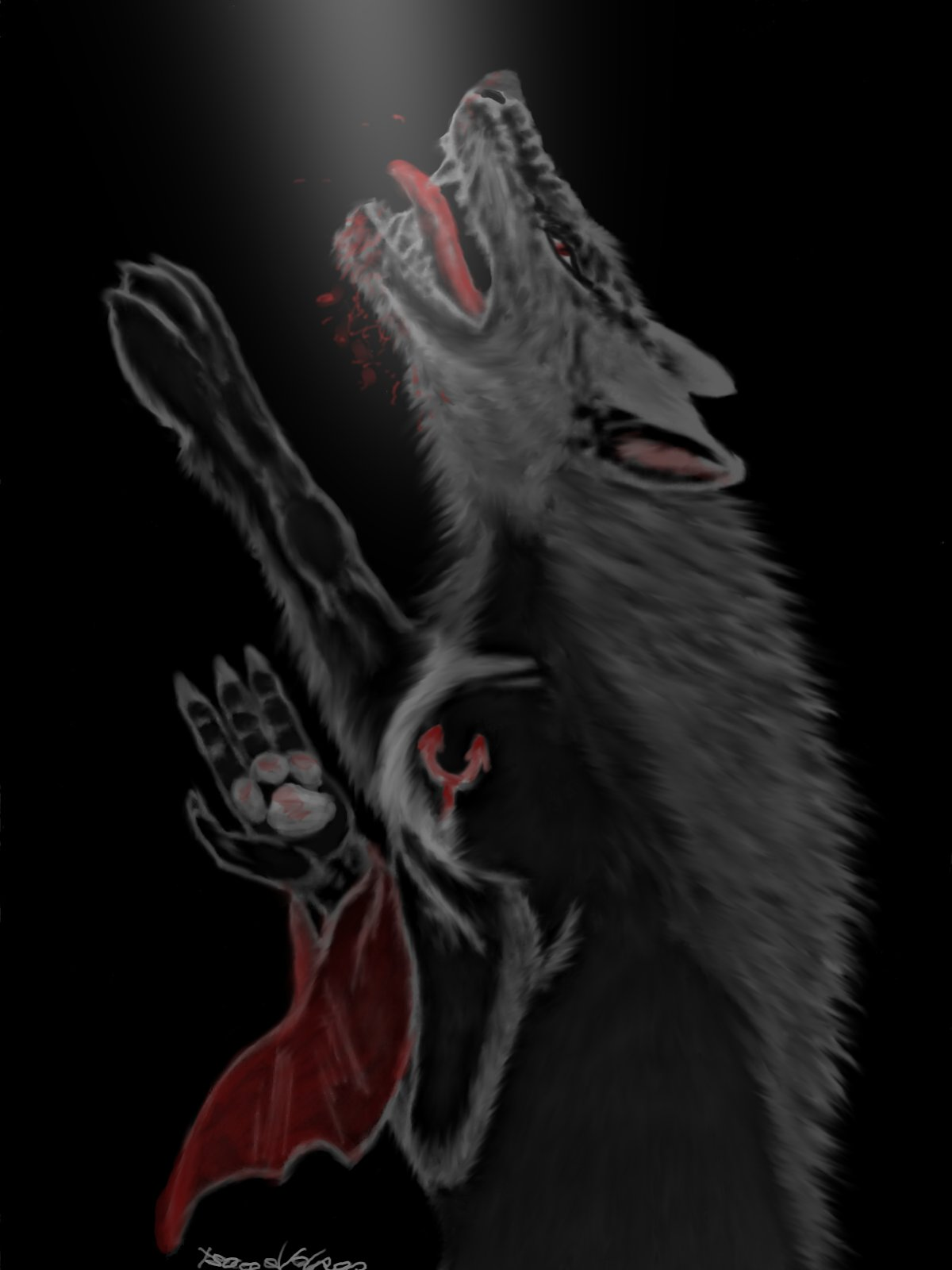
Représentation moderne d'un voirloup (dessin numérique, 2009).

Les voirloups sont présents dans le folklore français du Pays d'Othe. Ce sont à l'origine des hommes ou femmes coupables des sept péchés capitaux et qui se laissent posséder par Satan, ou le Bélial. Pendant leur période de transformation, ces créatures peuvent prendre la forme de loups, mais aussi de renards, de sangliers, de boucs, ou de chats.
Les voirloups se métamorphosent à minuit, après s'être enduits les membres inférieurs, devant et derrière, avec une mixture nommée l'amalgame, ils adressent une supplique à Satan et sont recouverts par le pelage de l'animal désiré tout en conservant l'entendement humain. Ils se promènent dans la forêt de minuit à l'aube sans faire de bruit, égorgent et dépècent les chiens et le bétail et se désaltèrent du sang de leurs victimes. Les voirloups sont généralement solitaires mais savent se retrouver pour associer leurs pouvoirs maléfiques. La vue du sang les affole et ils ne se calment qu'en versant le sang à leur tour. Ils sont souvent invulnérables, ils ne tuent toutefois pas les êtres humains mais leur sucent parfois le sang comme des vampires. Il est impossible de tuer les voirloups, en revanche, lorsqu'on les blesse, même s'ils sont insensibles à la douleur et guérissent très vite, ils en conservent toujours des cicatrices. Les yeux du voirloup peuvent allumer la paille ou le fourrage à distance,. Plusieurs témoignages rapportent des feux nocturnes aux environs de Maraye-en-Othe et de Bercenay-en-Othe, et une silhouette furtive et inquiétante, mi-bête mi-homme, qui se dessinait sur la crête. Les voirloups sont nyctalopes et redoutent les premières lueurs du jour,. Ils passent leurs journées à épier les mortels pour vérifier qu'on ne dit ni n'écrit rien sur eux. Sous leur forme humaine, ils sont facilement reconnaissables à la tache rougeâtre qu'ils présentent au bas de la colonne vertébrale, ou encore à la fourche à deux dents qui se dessine sur leur épaule gauche.

##### Birette
Ne doit pas être confondu avec Birette.
La birette est un voirloup femelle uniquement mentionnée dans le folklore des bords de la Loire et acquiert souvent la lycanthropie de la même façon que le voirloup, en établissant un pacte ou en se laissant posséder par le Diable. Les birettes se changeraient plus volontiers en loup ou en sanglier, après que le Diable leur en aurait donné la peau. Elles ont donné naissance à l'expression locale « courir la birette », qui désigne leur habitude d'attaquer le bétail et d'effrayer les populations pendant la nuit. Elles conservent également les marques des blessures qui leur sont infligées sous leur forme animale en retrouvant leur forme humaine. Les enfants ainés des birettes héritent de leur aptitude démoniaque à la métamorphose, même s'ils sont de bons chrétiens dégoutés par les pratiques de leur mère, et sont condamnés à se changer en birettes à leur tour, qu'ils l'acceptent ou non, puis à transmettre cette tare à toute leur descendance.

##### Ganipote
La ganipote est très proche de la birette et de la garache, à la seule différence qu'il s'agit d'une bête métamorphe très rapide pouvant prendre la forme de nombreux animaux, et qui se reconnaît au bruit caractéristique de son galop, d'où son nom. Elle se perche sur des branches d'arbre pour se laisser tomber ensuite sur des promeneurs, les étrangler et les étouffer sous son poids.

##### Lubins
Les lubins ou lupins sont des loups charognards du folklore du centre de la France, qui rongent les os des trépassés et dégagent une haleine repoussante. Ils se tiennent sur deux pattes et parlent entre eux leur propre langage, inconnu des hommes. Si un humain passe à leur portée sans les saluer, ils se mettent à quatre pattes et bondissent sur lui pour le dévorer. Seule une balle bénite peut les détruire mais dans le Berry, il suffit de montrer ces créatures du doigt pour les vaincre.

##### Meneur de loups
Les meneurs de loups sont mentionnés par George Sand dans les Légendes rustiques, ils sont également nommés « serreux de loups » ou « charmeurs de loups ». Présents en Auvergne, dans le Berry et dans le Morvan. Ils parlent le langage des loups et sont parfois décrits comme des sorciers, d'anciens loups-garous ou des meneurs de bandes de loups-garous. Ils charment les loups avec de la musique ou des formules magiques et les cachent pendant les battues,. Dans le Morvan, le meneur qui s'est transformé en loup-garou convoque son troupeau de loups dans quelque sombre carrefour (lieu traditionnel des maléfices). Ses farouches protégés, assis en rond autour de lui, le fixant sans bruit, écoutent attentivement ses instructions. Il leur indique les troupeaux de moutons mal gardés, ceux de ses ennemis de préférence. Mais les loup-garous sont aussi maltraités par le Diable, leur maître qui les flagelle pendant leur promenade nocturne, au pied de toutes les croix, au milieu de tous les carrefours.

### Folklore d'Europe centrale

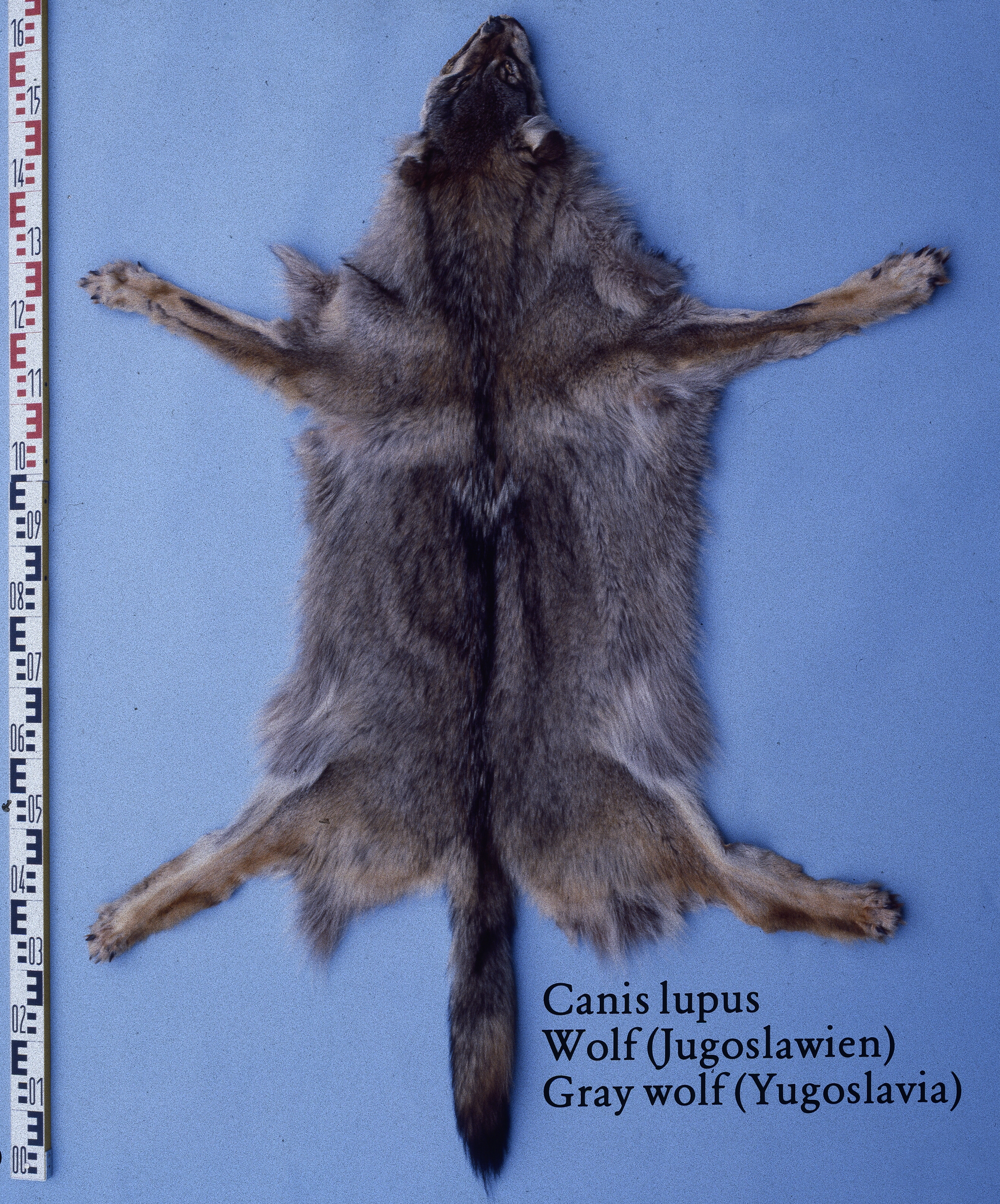
Peau de loup gris yougoslave, comme mentionnée dans la légende du vukodlak.

#### Vârcolac
Le vârcolac est une créature du folklore roumain qui possède différentes formes selon les traditions, il peut être un lycanthrope ou un Gobelin. En roumain, ce nom dérive de vukodlak, вълк (vâlk)/вук (vuk), signifiant « loup » et dlaka, signifiant « fourrure », et décrit à l'origine un lycanthrope (Fourrure du loup littéralement). Dans certaines versions (notamment au nord-ouest de la Bulgarie), il s'agit d'un démon loup qui avale occasionnellement la Lune et le Soleil, causant ainsi des éclipses comme le fait le loup Fenrir de la mythologie nordique. Ce terme renvoie également à un mage ayant la capacité de se transformer en loup pour se camoufler, que les hommes craignent. D'autres légendes le décrivent comme un fantôme, un vampire ou un lycanthrope, sous le nom de Vrykolakas.

#### Pricolici
Le pricolici, donc l'étymologie est douteuse mais pourrait-être issue du mot grec pour loup, est également issu du folklore roumain et a exclusivement la forme d'un lycanthrope. La première mention d'un pricolici date de 1716, dans un manuscrit latin sur l'histoire de la Moldavie, où il est comparé au loup-garou français. Comme les strigoi, les pricolici sont des esprits morts qui reviennent à la vie pour faire du mal aux vivants, mais contrairement à ces derniers qui possèdent une apparence similaire à celle qu'ils avaient avant de mourir, les pricolici ressemblent toujours à des loups ou des chiens. Il s'agit essentiellement d'hommes violents de leur vivant qui reviennent pour continuer leurs méfaits.
Emil Petro Vici découvrit les légendes sur le pricolici durant ses voyages en Roumanie pendant les années 1930. Il dit entre autres qu'un mort qui devient pricolici se nourrit ensuite de sa propre famille. Si le cadavre est exhumé, on découvre qu'il a du sang sur les lèvres. Pour protéger la personne victime d'un pricoloci, il faut prendre un peu de ce sang et lui en donner à boire, ainsi, elle retrouvera la santé. Les enfants qui ont été sevrés puis remis au sein deviennent des pricolici, ils font alors subir mille tourments à leur famille et plus particulièrement à leur mère.

#### Vukodlak
Les vukodlaks sont issus du folklore serbe et ont l'habitude de se réunir chaque année, pendant les mois d'hiver, pour enlever leurs peaux de loup et les accrocher dans les arbres. Ils attendent alors un autre vukodlak et lui transmettent la peau pour le maudire à son tour et se libérer, car la peau est la source de leur malédiction.

### Folklore d'Europe de l'Est, asiatique et baltique
Dans une vieille saga héroïque tartare, Bürûh Kahn régnait sur six cents loups et passait une partie de son temps sous l'apparence d'un loup resplendissant comme de l'or.

#### Tradition arménienne
Selon la tradition arménienne, certaines femmes coupables de péchés mortels sont condamnées à passer sept ans en forme de louves. Dans l'un de ces contes, une femme condamnée est visitée par un esprit portant une peau de loup qui lui ordonne de la revêtir à son tour. Ce faisant, la jeune femme a une épouvantable envie de chair humaine peu de temps après. Elle fait de son mieux pour lutter contre sa nouvelle nature mais dévore chacun de ses propres enfants, puis les parents des enfants de sa famille, et, enfin, les enfants des étrangers. Lorsqu'elle erre seule la nuit, les portes et les serrures s'ouvrent seuls à son approche. Quand arrive le matin, elle revient à sa forme humaine et enlève sa peau de loup.
Dans ces contes, la transformation est généralement involontaire, mais il existe d'autres versions où les femmes peuvent se transformer à volonté.

#### Vseslav de Kiev
Un byline met en scène le Prince biélorusse du XIe, Vseslav de Kiev, considéré comme un lycanthrope capable de se déplacer à des vitesses surhumaines. Dans Le Dit de la campagne d'Igor il est écrit que « Vseslav le prince jugeait les hommes ; en tant que prince, il faisait la loi dans les villes ; mais à la nuit tombée il rôdait sous la forme d'un loup. Depuis Kiev il rôdait, et il atteignit Tmutorokan avant son équipage. Le passage du Grand Soleil, il l'atteignit et le franchit en rôdant comme un loup ». Ce prince mourut en 1101.

#### Wawkalak,vourdalak,vlkodlaketbodark
Le wawkalak, également nommé vourdalak, bodark ou оборотень en Russie, est un homme victime de la colère du Diable et puni par une transformation en loup, puis renvoyé parmi les siens qui généralement le reconnaissent et le nourrissent. Contrairement à la plupart des lycanthropes, il n'est pas mauvais de nature et ne s'en prend jamais aux hommes, allant même jusqu'à leur lécher les mains pour leur témoigner son affection. En revanche, sa malédiction fait qu'il ne peut rester longtemps au même endroit et voyage de foyer en foyer puis de village en village.
Le vlkodlak se transforme lui aussi à cause de la magie d'un autre, mais reste généralement à l'écart des gens.

#### Oborot
Oborot signifie littéralement un transformé en russe. Pour le devenir, il faut chercher dans une forêt un arbre dont la cime se courbe vers le sol, le poignarder avec un petit couteau de cuivre et tourner autour en répétant des incantations. L'oborot jaillit alors de l'arbre et s'élance vers la forêt, changé en loup.

#### Vilkacis
Les vilkacis, Vilkatas ou Vilkatis, sont des lycanthropes communs aux folklores letton et lituanien. Vilkacis signifie littéralement « loup-garou aux yeux de loup ». Le flou demeure pour savoir s'il s'agit d'une transformation physique ou de l'âme d'une personne qui prend possession d'un corps de loup car les récits font état de personnes apparemment endormies qui « courent le garou », après quoi la personne se révèle être morte et l'âme ne peut plus réintégrer sa demeure de chair. Les vilkacis ne s'attaquent qu'aux animaux (particulièrement aux troupeaux) et jamais à l'homme, à l'occasion, ils se montrent bienveillants ou apportent des trésors. Pour se changer en vilkacis, il suffit d'attendre la pleine lune et de se placer sous un arbre dont la cime est courbée vers le sol en formant un arc de cercle. L'autre méthode rapportée par les contes de fées lettons est plus traditionnelle, il s'agit de revêtir une peau de loup et de prononcer une incantation. Au temps des procès de sorcellerie, il suffisait qu'une femme possède une peau de loup chez elle pour se voir accusée.
Contrairement à la plupart de ses cousins, le vilkacis ne guérit pas de ses blessures, en particulier mortelles. Il existe un teika (traduit par « récit » ou « mythe » en letton) où un homme se transforme en vilkacis pour attaquer le troupeau de vaches d'un baron. Blessé par un coup de feu, il meurt peu après. Dans le folklore letton, les femmes se transformeraient plus volontiers en vilkacis (elles sont nommées vilkatas). Pour cela, elles se déshabillent complètement et cachent leurs vêtements dans un lieu où personne ne peut les trouver car si quelqu'un y touchait, la vilkatas ne pourrait pas réintégrer sa forme humaine pendant un certain temps (de un à neuf ans). Lorsque cela arrive, la vilkatas erre autour de sa maison, et si elle a un mari et des enfants, elle hurle et tente de se rapprocher d'eux. Les vilkacis sont parfois nommés « Dieva Suni », qui signifie Chiens de Dieu, mais on ne sait pas si Dieu désigne la divinité lettone Dieviņš ou le Dieu unique après l'évangélisation du pays.

#### Folklore lituanien
Olaus Magnus parle des loups-garous lituaniens dans son Histoire des peuples septentrionaux. Les loups-garous sont très craints des populations et particulièrement actifs le soir de Noël, où ils assiègent les maisons de ceux qui vivent au fond des bois avec une extrême fureur, défonçant les portes des habitations et des étables pour dévorer les hommes et les bêtes. Ils entrent aussi dans les celliers où ils vident des baquets de bière et de cervoise, buvant tout leur saoul avant de les reposer les uns au-dessus des autres. Ils dorment généralement sur place avant de repartir, et si par malheur quelqu'un trébuche à l'endroit même où un loup-garou s'est couché, cette personne risque de mourir au jour de l'an et ne vivra pas un an de plus. Les loups-garous lituaniens sont généralement d'anciens seigneurs à qui la malédiction du loup-garou a été transmise : lorsqu'un lycanthrope lituanien veut affecter une autre personne, il prend un hanap ou une coupe de cervoise et trinque avec sa victime en prononçant une malédiction. Lorsque la personne qui a trinqué boit, elle acquiert le pouvoir de se changer en loup, généralement en se cachant dans une forêt ou au fond d'une cave, et de redevenir humain à volonté.

### Folklore des Amériques
Les Vikings ont peut-être transmis leurs légendes sur les lycanthropes aux tribus amérindiennes du Nord du continent américain pendant la colonisation viking des Amériques.
Chez les Indiens Navajo, on retrouve la croyance concernant la peau de loup, comme en Europe. Des sorciers, nommés « Skin-walker » (littéralement « peau-marcheur » ou « marcheurs de peaux »), sont mentionnés comme capables de se transformer en l'animal qu'ils souhaitent par magie s'ils portent une partie de cet animal.
Les chamans amérindiens sont aussi parfois décrits comme capables de se faire habiter par l'esprit du loup. Les Navajos craignaient aussi des sorcières habillées de peaux de loups, nommées les Mai-cob.

#### Rougarou, folklore amérindien et acadien
Le Rougarou (parfois aussi nommé Roux-Ga-Roux, Rugaroo ou Rugaru) est mentionné par les communautés francophones des Laurentides européennes, les histoires mentionnant cette créature sont aussi variées que l'orthographe de son nom mais elles sont toutes liées à la culture francophone de Louisiane, dérivées du loup-garou français et influencées par les croyances amérindiennes sur le wendigo.
Cette créature hante les marais en Acadiane et autour de La Nouvelle-Orléans, éventuellement les champs et forêts des alentours. Selon le mythe le plus courant, le rougarou est humain durant la journée où il fait bien attention de ne pas révéler sa malédiction de crainte d'être tué. La nuit, il se transforme en humanoïde avec la tête d'un loup (cynocéphale) et sa malédiction ne se termine que lorsqu'il verse le sang d'une victime humaine. D'autres contes décrivent le rougarou comme un cavalier sans tête ou comme une sorcière. Dans ces derniers, seule une sorcière peut être à l'origine du rougarou, soit en se transformant elle-même en loup, soit en maudissant quelqu'un.
Selon certaines versions, une telle créature chasserait les catholiques qui briseraient le carême et quiconque brise le carême sept ans d'affilée se voit transformé en loup-garou.
L'auteur Peter Matthiessen soutient que le rougarou est une légende proche de celle du géant cannibale wendigo. Alors que le Wendigo est à craindre, il note que le rougarou est considéré comme sacré et en accord avec mère nature, un peu comme dans les légendes à propos du Bigfoot aujourd'hui.

#### Folklore québécois
Un conte québécois rapporté par Honoré Beaugrand mentionne la rencontre entre des navigateurs et un groupe de loups-garous près de Trois-Rivières, le jour de la Toussaint. Les marins aperçurent une vingtaine de possédés aux yeux brillants comme des tisons, avec des têtes et des queues de loup, qui dansaient autour d'un feu au milieu de sapins en découpant un corps humain. C'était une ronde de loups-garous que le Diable avait réunis pour leur faire boire du sang de chrétien et leur faire manger de la viande fraîche. Le prêtre qui se trouvait à bord du navire demanda une branche de rameau bénit, un trèfle à quatre feuilles et deux balles trempées dans l'eau bénite pour s'en débarrasser, mais le matelot qui lui apporta les objets omit le trèfle ainsi que de tremper les balles. Deux coups de feu partirent accompagné d'un signe de croix, mais ils restèrent sans effet. Pour la seconde tentative, le fusil fut chargé avec un chapelet et le coup dispersa la meute.
Dans le même recueil, un prêtre parvient à couper la patte d'un loup-garou qui l'attaque et trouve une main de femme en tirant l'objet de sa besace un peu plus tard.
Dans plusieurs autres légendes québécoise dont, entre autres, celle relatée dans un conte de Noël de Louis Fréchette, les loups-garous sont décrits comme des individus qui n'avaient pas fait d'obligations religieuses pendant un certain nombre d'années et qui faisaient un pacte avec le diable pour se transformer en énorme loup ou chien. Et pour délivrer le pauvre de son état, il suffisait de le blesser pour que son sang coule, et il redevenait aussitôt humain.

#### Loogaroo
Le loogaroo (lougarou en Haïti) est un lycanthrope des Caraïbes, ayant pris cette apparence à la suite d'un pacte avec le diable. Il est mentionné dès le XVIe siècle et résulte d'une combinaison des croyances européennes et vaudou. Il peut quitter sa peau (en la laissant généralement sous l'« Arbre du Diable », arbre à coton) avant de chasser ses proies afin d'en offrir le sang au démon. Il a cependant des habitudes compulsives et compte sans cesse les grains de sable sur le sol. Ainsi un moyen de s'en défendre est de laisser un tas de grains de riz sur le pas de sa porte en espérant que le Soleil se lève avant qu'il ait fini de les compter. À ce moment-là, il devra retourner dans sa peau sans avoir eu l'occasion d'attaquer quelqu'un. Selon certains contes, on peut retirer la peau de l'arbre afin qu'il ne puisse la retrouver à son retour. C'est un sorcier qui officie avec le prêtre vaudou. Il fait partie de la dualité sociale ordre/désordre qu'il faut assumer par des rites magiques.

#### Jé-rouges
Le jé-rouges (« yeux rouges ») haïtien est un esprit lycanthrope qui peut posséder le corps des personnes pendant la nuit et les transformer malgré elles en lycanthropes cannibales. Il essaie aussi de tromper les mères en les réveillant la nuit pour leur donner volontairement ses propres enfants et leur demander l'autorisation d'emporter l'enfant humain. La mère, généralement désorientée, doit répondre par oui ou par non. Ils diffèrent des lycanthropes européens par leurs tentatives répétées pour transmettre la lycanthropie aux autres, à l'instar des vampires qui répandent le vampirisme.

#### Lobisón
Dans les folklores galiciens, portugais et brésiliens, le septième enfant (généralement un garçon né après six filles) est condamné à devenir un lycanthrope. Il s'agit d'un loup gris ou noir de la taille d'un petit cheval, qui chasse la nuit sous la pleine lune, de préférence du bétail plutôt que des personnes. Cette croyance s'est étendue au nord de l'Argentine où les septièmes enfants étaient parfois abandonnés, offerts à l'adoption ou tués, car leurs parents craignaient qu'ils ne deviennent des lobisón (ou luisón). Une loi argentine de 1920 mit un terme aux abandons en précisant que tous les septièmes enfants avaient pour parrain le président.

#### Dogman du Michigan
Le Dogman du Michigan est une créature du folklore du Michigan et des alentours, elle est décrite comme bipède (pouvant se tenir debout sur ses pattes arrière), mesurant de plus de 2 mètres avec un torse d'un homme et une tête de chien. Le mythe repose sur une chanson de Steve Cook enregistrée pour le 1er avril mais reposant sur des croyances locales.

#### Le Chien du tsar
Laurence Harf-Lancner a mis en évidence l'analogie de la structure des récits médiévaux de loups-garous tels que Bisclavret avec celle du conte AT 449, Sidi Nouman (Les Mille et une nuits) ou Le Chien du tsar (tradition d'Europe de l'Est). Elle conclut à une contamination entre les deux types de récits.

## Affaires et procès impliquant des lycanthropes

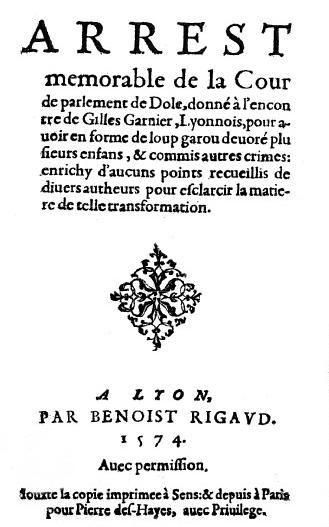
Arrêt de la cour de Dole condamnant Gilles Garnier comme loup-garou en 1574.

Les lycanthropes commencèrent à faire parler d'eux durant le Moyen Âge, et jusqu'à notre époque moderne, les affaires impliquant la lycanthropie n'ont jamais cessé d'exister.

### Statut des lycanthropes jusqu'en 1700

#### Scepticisme chez les penseurs et les lettrés
L'homme-loup en tant que métamorphose physique posa des problèmes par son côté merveilleux, et suscita une certaine incrédulité chez les penseurs et les lettrés depuis l'antiquité grecque. Pline l'Ancien indiqua qu'il ne faut pas y croire et le médecin grec Arétée assimilait déjà la lycanthropie à une maladie.
Le statut des loups-garous était de plus incompatible avec l'enseignement de l'Église catholique romaine, en effet, si les loups étaient considérés comme des créatures nuisibles tout à fait naturelles, les loups-garous étaient vus comme une manifestation du démon. Or, la Bible ne donne aucune explication à leur propos et les théologiens furent donc forcés de la trouver eux-mêmes : en affirmant que le démon peut transformer les corps humains en celui d'un loup grâce à des pouvoirs magiques, ils contredisaient l'un des fondements de la religion chrétienne selon lequel Dieu seul possède le pouvoir de création.
Une explication développée au Moyen Âge fut celle selon laquelle « le Diable est une illusion et Dieu seul peut réaliser de vrais miracles, mais les démons peuvent réaliser de faux miracles, faire paraitre présentes des choses inexistantes, faire apparaître un objet sous une forme qui n'est pas la sienne et cacher ce qui se trouve réellement là pour faire croire à son absence ». Thomas d'Aquin s'est appuyé sur les textes d'Augustin d'Hippone, qui disait dans La Cité de Dieu que les métamorphoses sont des illusions du Diable qui n'affectent ni le corps, ni l'âme, mais le phantasticum, sorte d'« image fantomatique » de l'homme. La métamorphose en loup est donc décrite comme une illusion perçue par les sens.
Aux XVIe et XVIIe siècles, les sceptiques prenaient le risque d'être qualifiés d'amis des sorciers. Jean Wier remet la lycanthropie en doute dans Praestigiis daemonum paru en 1564, tout comme Paulus Zacchias dans Quaestio medico-legales en 1651. Rapin, en 1661, fut témoin du phénomène de possession d'Aumone et conclut « Nihil a demone pauca a morbo multa ficta ». Le rôle des médecins dans les affaires de sorcellerie fut néanmoins très effacé. À partir du milieu du XVIIe siècle, la lycanthropie est de plus en plus traitée comme un problème médical plutôt que comme des fidèles de Satan.

#### Persécution des loups-garous et croyances

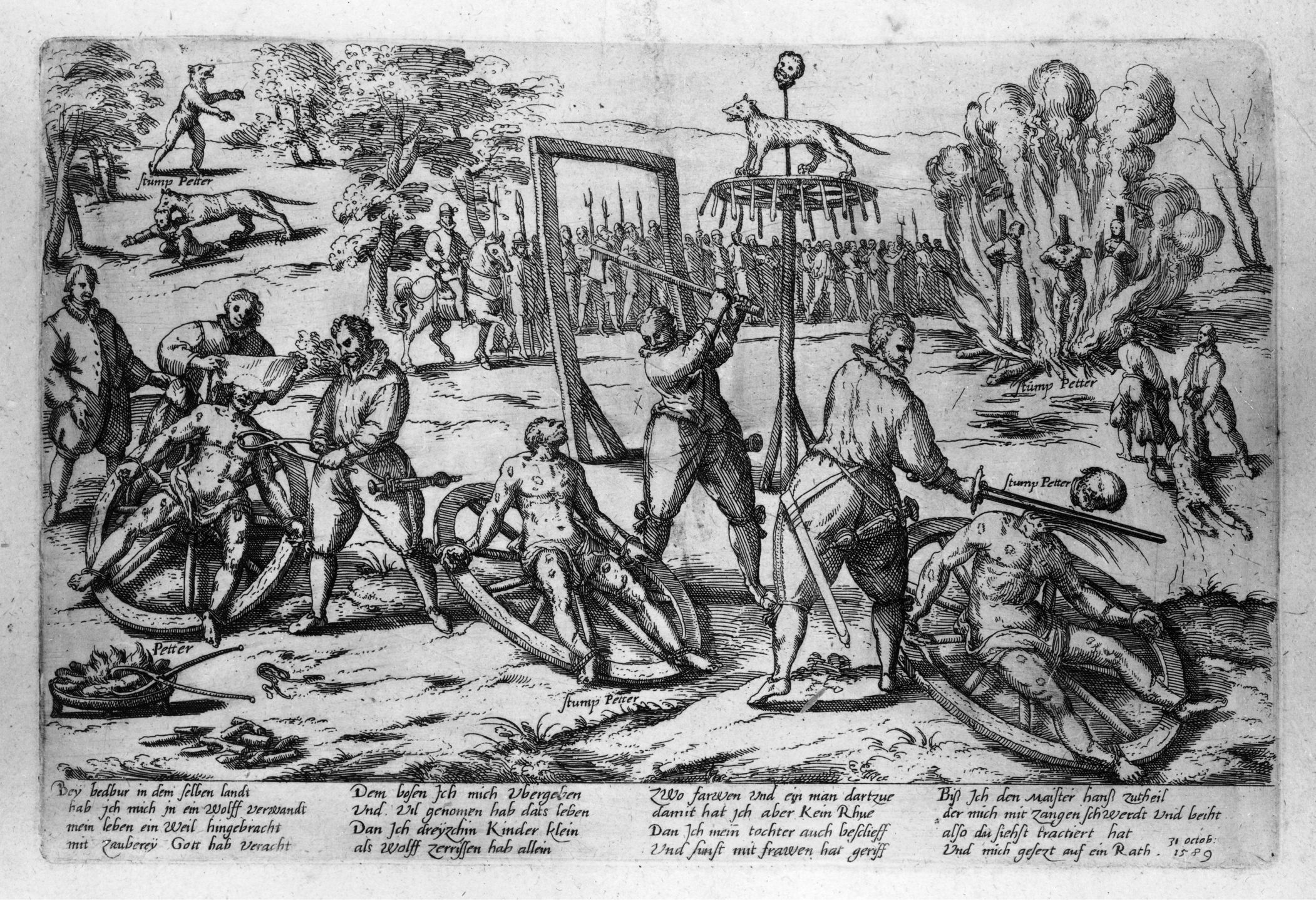
Condamnation à mort de Peter Stumbb, loup-garou, en 1589 près de Cologne, par Lucas Mayer.

Malgré les interrogations, la croyance en la culpabilité des loups-garous demeura la norme jusqu'au début du XVIIIe siècle et les hommes suspectés de lycanthropie furent très sévèrement châtiés. Au XVe siècle, l'empereur germanique Sigismond réunit un collège qui conclut à l'existence des loups-garous et autres sorciers. Aux XVIe et XVIIe siècles, on compte plusieurs procès de lycanthropes. Certains ouvrages décrivaient la violence prévue à l'encontre des lycanthropes, comme le célèbre Malleus Maleficarum publié en 1486, qui constitue un véritable manuel de chasse aux loups-garous et aux sorcières. Le juriste Jean Bodin publia en 1580 La démonomanie des sorciers traité ou la sorcellerie et réquisitoire contre les sorciers, maintes fois réédité. Cet ouvrage donne pour objectif la poursuite et le châtiment implacable de tous les coupables de sorcellerie, dont les lycanthropes. Ils étaient pourchassés par des inquisiteurs, dont par exemple Henry Boguet qui eut à juger sur Saint-Claude neuf cas impliquant des loups-garous. Selon lui, le loup-garou était une manifestation directe de l'intervention du Diable : Satan abandonnait le lycanthrope endormi dans un buisson et en faisait sortir un loup. L'animal commettait alors tous les crimes qui hantaient l'esprit du dormeur, en troublant son imagination au point « que la victime croit véritablement s'être métamorphosée en loup et avoir couru la campagne en tuant hommes et bêtes ». Bien que la réalité de la transformation physique soit ici remise en cause, le loup-garou était considéré comme responsable de ses actes, notamment du fait d'avoir pactisé avec le démon, acte impardonnable.
Quelques grands penseurs accusèrent aussi les lycanthropes de pactiser avec le démon, entre autres Jacob Horstius qui écrit dans De Aureo Dente que le Diable s'attaque de préférence aux complexions mélancoliques et timides. En 1546, Paracelse décrit dans son De Natura les transformations en loup comme réelles, en 1585, Hermann Witekind s'en prend à la sorcellerie dans Christlich bedenken und erinnerung von Zauberey et en 1573, Ambroise Paré décrit la lycanthropie et l'impuissance masculine comme des œuvres du démon dans Des monstres et prodiges. D'autres auteurs moins connus abondent dans le même sens : Peucer dans Des divinations et Pierre Borel en 1674.
Rétrospectivement, l'écrivain Collin de Plancy avance que des dizaines de milliers d'autres personnes soupçonnées de lycanthropie auraient péri durant les XVIe et XVIIe siècles, victimes de la vindicte populaire et sans autre forme de procès. D'après l'essayiste Jean Marigny, « entre 1520 et le milieu du XVIIe siècle, on dénombre quelque trente mille cas de lycanthropie en Europe ». L'auteur Ian Woodward va jusqu'à imputer ce chiffre uniquement au royaume de France. Toutefois, le critique et essayiste Michel Meurger conteste la démesure de ces prétendus « trente mille cas » puisqu'il ne comptabilise « qu'une petite centaine de procédures contre les loups-garous européens » entre le XVIe siècle et le XVIIe siècle.
Les populations rurales croyaient fermement à l'existence physique de ces « hommes-loups » qui ravageaient les campagnes et s'attaquaient aux animaux comme aux êtres humains, ces croyances ont mené aux pires carnages lorsqu'un individu était reconnu comme loup-garou. Dans certains cas, il y avait des preuves de meurtre et de cannibalisme contre les accusés, mais aucune d'association avec les loups, dans d'autres cas, les gens avaient simplement été terrifiés par des loups. En Europe, du XVe au XVIIIe siècle, les procès de loups-garous se multiplièrent et les coupables étaient brûlés vifs. Lorsqu'un villageois était soupçonné d'être un loup-garou, il était généralement attrapé et écorché vif, car la légende voulait que les poils de loup se cachent sous sa peau, puis exécuté, quelquefois par pendaison, plus généralement sur le bûcher. Les accusés qui échappaient à l'exécution furent probablement marqués à vie par le traumatisme de l'interrogatoire[réf. nécessaire].
Au début du XVIIe siècle, la sorcellerie fut condamnée par Jacques Ier d'Angleterre, qui considérait les warwoolfes comme des victimes d'une illusion provoquée par « une surabondance de nature mélancolique ». En France, il faut attendre le 21 juillet 1682 et la clôture de la Chambre ardente pour que les procès de sorcellerie soient interdits.

#### Accusations et procès de lycanthropes
- En 1521, Pierre Burgeot et Michel Verdun furent accusés d'être des loups-garous par le prieur du couvent dominicain de Poligny, Jean Bodin. Le procès eut lieu à Besançon et attira une foule nombreuse. Les deux accusés furent déclarés coupables et brûlés vifs[57]. Leur portrait demeura affiché dans l'église locale pour rappeler ce que les hommes sont susceptibles de faire sous l'influence du démon [réf. nécessaire].
- En 1541, à Pavie, en Italie, un fermier passait pour avoir déchiqueté un grand nombre de personnes avec ses dents, sous forme de loup. Après sa capture, il affirma que l'unique différence entre un véritable loup et lui résidait dans la fourrure, qui pousse vers l'extérieur chez le loup et vers l'intérieur chez lui[35].
- En 1542, cent cinquante loups-garous se réunirent sur une place de Constantinople selon Henry Boguet[57].
- En automne 1573, alors qu'une terrible famine sévissait, les villageois de la région nord de Dole furent terrorisés par des crimes commis sur des enfants retrouvés déchiquetés et dévorés. Il y avait des preuves d'attaques par des loups mais aucune contre un être humain. À la suite d'une autorisation du Parlement dolois de « s'assembler avec épées, hallebardes, piques, arquebuses et autres bâtons », les soupçons se portent sur Gilles Garnier, un marginal qui vivait avec sa femme en pleine forêt de la Serre à l'ermitage Saint-Bonnot, commune d'Amange. Il fut conduit par un groupe d'habitants au tribunal de Dole. Après ses aveux, les minutes du tribunal du 18 janvier 1574 précisèrent le verdict : « Gilles Garnier, tombé en sorcellerie, ayant pris et occis plusieurs enfants de 6 à 12 ans tant avec ses mains semblant pattes qu'avec ses dents, la Cour le condamne à être aujourd'hui trainé à l'envers sur une claie depuis la conciergerie de Dole jusqu'au tertre de ce lieu et y être brûlé vif… »[156]. L'un de ses chefs d'accusation était d'avoir commis cet acte un vendredi, jour où la consommation de viande est interdite[57].
- En 1584, Pierre Gandillon et son fils Georges, à Saint-Claude furent arrêtés et accusés d'avoir assassiné et dévoré de nombreux adolescents sous l'influence d'un onguent dont ils s'étaient enduit le corps. La dégénérescence avait modifié leur apparence, ils se déplaçaient à quatre pattes, avaient des ongles épais, durcis par l'âge et aiguisés comme des griffes[réf. nécessaire].
- En 1598, dans la vallée de la Loire, Jacques Rollet, un simple d'esprit qui se prenait pour un loup, fut découvert à proximité du cadavre ensanglanté d'un jeune garçon de 15 ans[56]. Il était connu sous le nom de loup-garou de Caude. Selon les témoignages, il avait fui le lieu de son forfait et fut retrouvé à moitié nu dans les bois. Ses longs cheveux et sa grande barbe étaient emmêlés, ses mains couvertes de sang serraient encore des morceaux de chair. Pendant son jugement, il raconta qu'il avait assassiné des juges, des avocats et des baillis en précisant que la chair de ces derniers était dure et insipide. La cour l'avait condamné à mort mais il fut considéré comme mentalement déficient et fut interné dans un asile où il resta deux ans[réf. nécessaire].
- En 1589 eut lieu le procès et la mise à mort de Peter Stumbb, célèbre tueur en série allemand pratiquant le cannibalisme. Il était connu sous le nom de loup-garou de Bedburg. Lors de son procès, il a clamé que le diable lui avait donné une ceinture magique qui lui a permis de se métamorphoser dans « la similarité d'un loup, avide, fort de voracité et puissant, avec de grands yeux larges qui miroitaient comme le feu dans la nuit, une bouche grande et large avec des dents pointues, un corps énorme, et des pattes puissantes. »[157].
- En 1603, Jean Grenier d'Aquitaine, un enfant de treize ou quatorze ans, fut accusé d'être un loup-garou. Mentalement déficient et physiquement retardé, il fut néanmoins considéré comme responsable de disparitions d'enfants, dont celle d'un nourrisson dans son berceau. Après son arrestation, il admit avoir dévoré quinze enfants et se dit fils d'un prêtre. En réalité, son père était un valet de ferme qui l'avait souvent battu et pour lui échapper, Jean s'était enfui, livré à lui-même, il pratiqua occasionnellement le métier de vacher, se livra à la mendicité et vécut d'une manière totalement sauvage. Le juge prit en compte son âge et ses déficiences, et ordonna son internement à vie dans un cloître. Sept ans plus tard, Pierre de Lancre lui rendit visite et Jean Grenier était squelettique, ses yeux enfoncés brûlaient d'une lueur inquiétante, ses mains ressemblaient à des serres aux ongles recourbés, ses dents étaient longues et pointues. Il imitait les loups, se déplaçait à quatre pattes et avec agilité. Il avait toujours refusé de s'alimenter normalement et préférait dévorer des immondices. Une année après cette visite, Jean Grenier mourut en laissant le souvenir impérissable de l'enfant-loup[158]. Ce dernier cas modifia l'attitude des juges sur les affaires de loups-garous mais en France, il faudra attendre l'édit de 1682 pour que les procès et les tortures qui en découlent soient interdits[57].
- En 1692, à Jurgenburg (aujourd'hui Jurbarkas) en Lituanie, une exception notable à l'association de lycanthropie et du Diable est relatée par un dénommé Thiess. Il témoigna sous serment que lui et d'autres loups-garous étaient les chiens de chasse de Dieu, affirma qu'ils étaient des guerriers revenus de l'Enfer où ils firent la bataille contre les sorcières et les démons. Leurs efforts auraient contribué à ce que le Diable et ses séides ne l'emportent pas. Thiess fut ferme dans ses affirmations, selon lui, les lycanthropes d'Allemagne et de Russie participèrent également à la bataille contre les serviteurs du diable en Enfer. Il insista sur le fait que lorsque des lycanthropes mouraient, leurs âmes étaient accueillies au ciel en récompense de leurs services. Thiess fut finalement condamné à dix coups de fouet pour idolâtrie et croyances superstitieuses[159].

## Lycanthropie dans la fiction

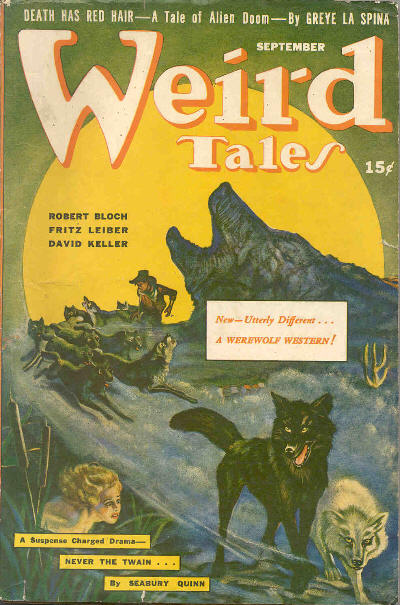
Couverture du pulp Weird Tales, septembre 1942.

Les lycanthropes sont des personnages de fiction récurrents dans toutes les formes d'art modernes, en particulier au cinéma et dans la littérature. Les œuvres littéraires appartiennent majoritairement aux littératures de l'imaginaire (fantastiques et fantasy). J. R. R. Tolkien mentionne des loups-garous en Terre du milieu. La saga Harry Potter en inclut, entre autres le professeur Lupin et Fenrir Greyback. Dans la saga Twilight, les loups-garous se mesurent aux vampires du même univers de fiction. En France, Claude Seignolle a abondamment traité du loup-garou et Boris Vian a écrit un roman, Le Loup-garou. Les univers Marvel mettent en scène de nombreux lycanthropes, les mangas en mentionnent quelques-uns.
Le thème a donné naissance à près d'une centaine de films d'horreur, dont certains sont de grands succès au box-office. Le premier est Le Monstre de Londres en 1935. En 1941, The Wolf Man capte l'imagination du public,. Les films les plus notables incluent La malédiction du loup-garou (1961), Le loup-garou de Londres, Ladyhawke, Wolf (1994) ou encore Van Helsing. La bête est au centre de sagas d'horreur, en particulier Hurlements et Underworld.
À la télévision, Le Loup-garou du campus, Teen Wolf, Buffy contre les vampires, Supernatural, Being Human, La Malédiction du loup-garou, Wolfblood, le secret des loups, Lost Girl, Penny Dreadful, The Originals et Sanctuary comptent au moins un lycanthrope pour personnage principal. D'autres séries y consacrent un épisode ou une saison, comme Doctor Who, Vampire Diaries et True Blood.
Les jeux n'oublient pas cette légende, citons les wolfens de l'éditeur Rackham, Loup-garou : l'Apocalypse et Loup-garou : les Déchus, Les Loups-garous de Thiercelieux, et Donjons et Dragons qui met en scène de nombreuses créatures métamorphes nommées lycanthropes (rat, tigre, ours). Dans l'épisode Twilight Princess de la série de jeux vidéo The Legend of Zelda, Link est un temps transformé en loup. Dans World of Warcraft : Cataclysm, il est possible de jouer des loups-garous dans l'Alliance (Worgen de Gilnéas). Le Jeu Werewolf: The Apocalypse - Earthblood, permet d'incarner un Loup-Garou, dont l'espèce est en guerre contre les vampires pour protéger Gaïa.